# ロマンシング サガ リ・ユニバース
『ロマンシング サガ リ・ユニバース』（Romancing Sa Ga Re;universe）は、スクウェア・エニックスとアカツキゲームスにより共同開発・運営されるスマートフォン用ゲームアプリ。基本プレイ無料（アイテム課金制）。略称は『ロマサガRS』。

## 概要
『ロマンシング サ・ガ3』の300年後の世界を舞台としており、歴代サガシリーズのキャラクターが「異世界から召喚された異界の戦士」という設定で多数登場するクロスオーバー作品となっている。2018年12月6日サービス開始。2020年6月25日に海外版がリリースされた。

### 企画・開発
サガシリーズの新作を開発するにあたり、新規ファン層の獲得を目指してスマートフォンがプラットフォームに選ばれた。『サガ』シリーズプロデューサーの市川雅統によると、幅広い層へ作品を出していることとゲームに対する考え方が似ているという理由からから、開発はアカツキゲームスに依頼されることとなった。チーフプロデューサーを務めるアカツキの山口修平によると、『サガ』シリーズの愛好家による開発チームを結成しようと考え、社内で募集したところ多数の応募があったと語っている。
開発にあたって、スマートフォンゲームの流行を分析・研究して『サガ』の要素をいかにして落とし込むかを考えたが、最終的にスマートフォンというプラットフォームを意識せず、『サガ』シリーズの要素をいかにしてゲーム全体に盛り込むかという考えにたどり着いた。作品の方向性について市川は
としており、クリエイティブプロデューサーの島崎清山は開発初期に
といった議論があったことを明かしており、こういった考え方から本作の特徴である「キャラクター」と「スタイル」の概念が生み出された。本作の開発には開発期間中に発売された『サガ スカーレット グレイス 緋色の野望』やその他の過去シリーズ作品の影響も強く受けており、こういった影響について山口は
と振り返っている。こうして生まれた『ロマサガRS』について、シリーズの発足から携わってきた『サガ』シリーズ総合ディレクターの河津秋敏は
と評している（引用文中の「おふたり」は同時にインタビューを受けた市川、山口を指す）。

### 制作
シナリオは企画当初から『ロマサガ3』の世界を舞台にすることが決まっており、河津は300年後を舞台にしたことについて
と述べている。サガシリーズキャラクターのフレーバーテキストや、世界観などの監修は河津が担当しているが、ポルカ編のシナリオは河津が大まかな設定を考案して、細かな部分はとちぼり木が執筆した。河津はとちぼりのシナリオについて
との見解を示している。将来的にはアカツキ内部のライターチームが担当することも構想されており、リアム編・シィレイ編はとちぼり木がサポートしつつアカツキの凪ちよこが担当し、クラウド・レルム編は青春脚本がシナリオライターとして迎えられた。
音楽は河津とともにシリーズに長く携わってきた伊藤賢治が担当し、新曲5曲を作曲したほか、既存曲のアレンジの監修も務めた。伊藤は市川が担当する『サガ』と、奥州一馬が担当する『インペリアル サガ』などの『サガ』では「イメージを分けている」とした上で、『ロマサガRS』の音楽について
と答えており、古きよき『サガ』の音楽を目指して弦楽器をメインとするという方向性で制作が開始されたが、最終的に戦闘曲は弦楽器メインではなくロック調に仕上げられた。既存曲のアレンジには複数のアレンジャーが参加しており、4曲を担当した上倉紀行はオーソドックスにアレンジした「Battle #1」（『サガフロ1』）について伊藤から「ガラッと変えてほしい」と大胆なアレンジを求められたという。その結果「Battle #1」はスパニッシュ系へとアレンジが変更され、「グレートアーチ」（『ロマサガ3』）はお祭り感のあるサンバ調にアレンジされたほか、「妖精の村」（『ロマサガ3』）や「戦いの序曲」（『ミンストレルソング』）にも大幅なアレンジが加えられている。
グラフィックアセットには『ロマサガ2』や『ロマサガ3』のリマスター版と共通のものが使われている（ロマサガ3リマスターは発売が延期されていたため本作で先行登場）が、それ以外のシリーズは新規に書き下ろされている。また、初代Sa・GaシリーズはGB版を基準としており、カラーリングは魔界塔士Sa・GaはWSC版の外見から、Sa・Ga2は基礎データ編のイラストを参照にしてあり、Sa・Ga3は新たに書き下ろされたイラストが使用されている。『Romancing SaGa -Minstrel Song-』『SaGa SCARLET GRACE』は、両方の作品でグラフィックが流用されているモンスターがいるため、両作のイベントでグラフィックを使回せるようになっている。2022年末に『アンリミテッド：サガ』のイベント共に登場作のモンスターも登場したことで、各作品のモンスターが実装されることになった。既存モンスター以外では、宝箱などのギミックが敵として配置されており、更にNPCと戦うPV戦がイベント戦闘等で採用されている。

### 評価・反響
公開直後からSNS上で『ロマサガ』らしい作品として反響を呼んだ。2018年12月6日にリリースされると初月に1000万ダウンロードを突破し、ストアセールスランキングが最高2位となった。リリースから約半年後の2019年5月21日時点で1500万ダウンロードを突破し、ハーフアニバーサリーイベント開催中の5月29日にApp Store、6月12日にGoogle Playに最初のセールスランキング1位を獲得した。6月10日には開発チームが、スクウェア・エニックスの社長賞を受賞したことが公表された。累計ダウンロード数は2020年2月に2000万、2020年8月ごろに2500万、2023年9月ごろに3000万を突破した。
2019年11月30日にはベルサール新宿セントラルパークにて、本作のリリース1周年と『サガ』シリーズの30周年を兼ねたイベントが開催された。イベントでは物販やフードコーナーに加えて小林智美による原画展、伊藤賢治によるミニライブ、河津秋敏・杉田智和・岸田メルらによるトークショーなどが行われ、舞台『SaGa THE STAGE 〜七英雄の帰還〜』で使用された衣装も展示された。
2020年末のファミ通.comの紹介記事では、本作を『無限に周回できるキャラ育成好きに最適なRPG』（太字引用）と紹介しており、その理由として「スタミナ性のゲームだが際限なく周回できる」ことと「優秀なオートプレイによるプレイの手軽さ」を挙げている。
2024年2月には、第1部ポルカ編の続きとなる物語を描いた舞台『SaGa THE STAGE〜再生の絆〜』が上演された。

## ストーリ－
それぞれの時系列は以下の通り。
- ポルカ編
  - 第1章 - 『ロマサガ3』の300年後
  - 第2章 - 第1章の15年後
  - 舞台「再生の絆」 - 第2章の2年後
- リアム編 - ポルカ編第2章の25年後
- シィレイ編 - リアム編の少し後

### ポルカ編（第1部）
8人の救世主が世界を救ってから300年が経過した。かつての英雄たちは8つの星として語られる存在となっていたが、ただ1人宿命の子「サラ」の名前は人々の記憶から消えてしまっていた。物語の数年前、泥の国の星読頭ダーハオは死食と災厄の再来と、新たな災厄から世界を救う新しい8人の名前を予言するが、その後泥の国を出奔し姿を消した。
その後、異世界の過去の瞬間が囚われた塔「グレイブ（GRAVE）」が世界中に出現し、時を同じくして山奥や森を住処としていた魔獣が町を襲うようになる。こうした事態にダーハオの予言の現実化を危惧したロアーヌ侯ゼノンは塔の調査と、塔の頂上から現れる異界の戦士の力を借りて魔獣を討伐することを目的に、バンガードを本部とする塔士団を結成する。

#### 第1章
妹とともにサーカス団に所属していたポルカは、魔物にさらわれた妹のリズを探して世界を放浪した末に、手がかりを求めて塔士団に所属することとなる。ポルカは塔士監督官ヴァルドーの指示を受けて先輩塔士ようせいとともに任務をこなすうちに、リズが「東の悪しき魔女」の下にいることが判明するが、同時に自らに差し向けられた暗殺者バルテルミーの存在を知ることになる。リズの手がかりに気が急いたポルカは独断で東方の泥の国へと向かうが、ゼノンは塔士が泥の国に無断侵入することで国家間の紛争へと発展する可能性を危惧してヴァルドーらを派遣し、泥の国のトゥ・クアイに遭遇するものの連れ戻される。バンガードへと戻ったポルカは、ゼノンの補佐官カルマンとともに、ゲッシアを束ねる女戦士マドレーンを訪ねる。カムシーンを探すマドレーンに同行するポルカの前にバルテルミーが出現するが、ポルカは対峙した暗殺者がサーカス団の団長であることに気づく。ポルカは困惑しながらもバルテルミーから逃れ、カムシーンを入手したマドレーンとともにバンガードに戻る。
ダーハオの一番弟子シン・ドゥはゼノンとともにランスの聖王廟を訪れ、ダーハオの指示で地下に隠れたランスの星読みと出会い、星読みはダーハオが残した予言をゼノンに託した。ゼノンは来るべき災厄に対抗するためにリズの奪還を命じ、ポルカ一行は改めて東方を目指すがバルテルミーが生み出した偽の洞窟へと誘われる。この頃バルテルミー自身も不手際による不信で見限られており、ポルカともども新たな刺客に追われる身となっていたが、バルテルミーは新たな刺客を欺いてポルカたちを逃がす。魔女の領域へと侵入し魔女を打ち倒してリズを奪還するが、魔女の娘との戦いで秘術を使用したようせいは石化してしまい、ようせいの隠れ里へと運ばれ石化解除を試みる過程で「ブラウニー」と名付けられる。
ゼノンは8つの星の1人「サラ」の存在が封じられて今の状況をミカエルと相談し、「何者かが望むままに世界を創り変えるために300年前の事実自体を改変した」との結論に至っていた。ポルカたちが東に向かったのと同時期に世界中に多数の塔が出現しており、世相の大きな変化を察したメッサーナ帝国フェイガンはゼノンを拘束する。偽りの嫌疑による不当な拘束であったが、拘束を事前に察知したゼノンはミカエルにロアーヌ侯の全権を託しており、ミカエルは出現した塔の調査を指示するが“世界塔”への侵入は叶わなかった。ミカエルたちは世界塔の調査のためにバンガードの起動を試みるが、起動したバンガードはカルマンによって奪われてしまう。その頃ミカエルの指示でシノンを訪れたポルカはイーヴリンと名乗る女性と遭遇し、ポルカの下に新しき8つの星が集結する。
ゼノンは拘束から半月後に脱走するとシン・ドゥとともにメッサーナ城地下のダーハオの隠れ家を目指すが、メッサーナの攻め口を探していたトゥ・クアイと遭遇して拘束される。ゼノンの救出が命ぜられたポルカとリズは、遭遇したバルテルミーから「運命を知る時」と告げられ刃を交える。バルテルミーは倒されると全ての真実を伝え、バルテルミーの朱鳥術の力はポルカへと引き継がれる。ポルカたちはバイメイニャンらの支援を受けて黄京へと潜入するが、潜入ルートはトゥ・クアイに察知されており戦闘に突入、シン・ドゥに変装していたことを明かしたダーハオの助言を受けてトゥ・クアイを撃退しゼノンは救出される。バンガードに戻ったゼノンは、ダーハオやヨハンネスの助言を受けて魔龍公ビューネイとの戦いの準備を開始。塔から現れた親子竜・グゥエインとドーラの協力も得てビューネイの討伐に成功するが満身創痍となり、倒れこんだ一行の前に出現した魔王の禍々しい瘴気を受けたリズの体内に子を宿す。
一方、メッサーナの北の洞窟にある「記憶の祠」でサラを救出したミカエルたちは、サラの記憶を頼りに“少年”の捜索を進めて少年に辿り着くものの、サラと少年にはカルマンが罠を仕掛けており、2人の接触により死食が発生する。

#### 第2章
今回発生した死食ではかつてのような災厄は確認されなかった。かつて死食を経験したミカエルは「世界が守られた」と推察したが、メッサーナ帝国は予言自体が偽りであったと断じ、ダーハオやゼノンは世界を混乱させ支配を目論んだとして罪を問われた。ポルカやリズも共謀者として逃亡生活を強いられ、身を案じたリズの娘・ジョーをウンディーネとボルカノに預け、世界中を逃亡することを決意する。それから15年後。世界中を覆う“黒い霧”に魔王再来の兆しを感じ取ったイーヴリンはかつての仲間たちに、ゼノンが追放された静海沖の孤島へと集まるように報せを送る。
静海沖の孤島には奪還されたバンガードが隠されており、内部には異界の戦士やサラ・少年も匿われていた。星読みの結界で外界から守られていたが、市民が次々とアリ（ターム）へと姿を変えたことで内側から崩され、その混乱に乗じて潜入した「新たな少年」が少年と接触する。「新たな少年」を追って少年、さらにサラがバンガードを飛び出すと捜索隊が派遣されるが、再会した母との確執を感じていたジョーは捜索隊に勝手に同行する。少年が侵入したと思われる塔への侵入を試みるが、先にこの塔を調査していた塔士から「偽りの塔」であることを教えられる。一足先に塔の頂上に辿り着いていた少年は「新たな少年」と対面し、カルマンと引き合わされ“孤独”以外の記憶を消去され、サラたちと敵対するよう促される。一方、バンガードへと集結しなかったシン・ドゥは、ダーハオとともにカルマンを追っていたが、カルマンと行動する「新たな少年」によって拘束を受ける。ダーハオは新たな8星の1人であるシン・ドゥを優先して脱出させ、古代の秘術“魂継ぎの儀”によって自らの力と記憶をシン・ドゥへと継承させた。バンガードに帰還したシン・ドゥはゼノンたちに、カルマンの「忘却の能力」と傍らにいる「新たな少年」の存在について伝える。
母に反発するように塔士としての活動を始めたジョーは、ある塔の調査で後に「聖王」と呼ばれるランスの娘と出会う。娘が聞いた声に従いともに「世界塔」を目指すこととなるが、世界塔周辺の海は少年と穢れし聖獣によって荒れ狂っており塔への侵入は叶わなかった。世界塔への突入方法が思案されるバンガードへとカルマンが侵入、自身が真の魔王となり世界を滅すると宣言して「呪われしもの」へと姿を変える。攻撃を加えるほど強大化する呪われしものを倒すために太陽術の力が必要だと考えられ、世界塔に囚われると推察された「宿命に目覚めた聖王」との接触が急がれた。術の力で海が鎮められ世界塔へと侵入、頂上の扉を開くとランスの娘と聖王は対面し、聖王としての力と記憶が娘に引き継がれた。聖王となった娘は倒れた人々に活力を与えて「呪われし者」を討ち滅ぼし、カルマンが倒されたことで全ての人が忘れていた記憶を取り戻す。リズが存在を思い出したバートとの接触が最優先とされ、ジョーたちは「見捨てられた地」のアビスゲートを目指す。少年は聖王の言葉に生の希望を見出して踏みとどまるが、バートは単独でアビスゲートをくぐり、アビスから帰還すると多数の「呪われし者」が解き放たれた。
カルマンに力を与えて操っていたのは、ダーハオによってこの世界に召喚されたアビスの魔物であった。この魔物は特定の名前を持たないが、この世界ではイゴマールを名乗っており、記憶の消去や改変の力を使ってダーハオの“予言”を実現すべく暗躍していた。ダーハオが真の目的「魔王の打倒」のためにイゴマールを利用していた形であったが、この時点ではダーハオの真意に気づく者はおらず、ダーハオが敵対者となっている可能性も考えられるようになっていた。バンガードに多数の「呪われし者」が迫ると、対応を検討するゼノンたちの前にダーハオが出現するが、一同に襲い掛かろうとした瞬間にダーハオと同化していたイゴマールが分離する。消滅寸前のダーハオが最後の力を振り絞ってイゴマールを拘束し、自分自身を信じることができずに継承した力を使いこなせなかったシン・ドゥを叱責すると、ダーハオは力を使い果たして消滅。ダーハオの遺志を継いだシン・ドゥは、ダーハオと同じ術でイゴマールを再度拘束してその場を逃れる。この一件以来、シン・ドゥはダーハオの記憶の定着を感じるようになり、徐々にダーハオの真意が明かされていく。
見捨てられた地から飛び立ったバートは、追いかけてきたジョーと刃を交える。互いの術の力は拮抗していたが、聖王からバートを闇から解き放って世界を救う希望を託されたジョーは、バートを打ち倒して和解を果たす。バートはジョーに、アビスで牢獄に閉じ込められていた「偽魔王」を解放しており、その力を取り込もうとしたものの想像を超えていたため制御できず、ジョーに敗れた瞬間に解き放たれて行方不明となったと語った。バートは偽魔王を追ってバンガードを旅立つが、ダーハオの記憶を視たシン・ドゥはメッサーナ皇帝ルートヴィッヒを新たな器にしようとしている可能性を告げる。ルートヴィッヒが偽魔王の力を得ると、イゴマールは行動を開始。詩人に扮して「新たな8星が世界を支配しようとしている」「真の英雄ポルカとイゴマールが世界を救う」と吹聴し、ルートヴィッヒに「真のポルカ」を名乗るように強いる。ジョーたちはイゴマールを探し出すが、イゴマールは一行を別の空間へと転送した。
イゴマールの空間には、過去の瞬間が捕らわれたシャボン玉が無数浮かんでおり、シャボン玉からはバルテルミー・幼いダーハオなどが相次いで現れて敵対した。最奥の扉から脱出するとイゴマールとの決戦に突入するが、変異していくイゴマールの前に次々と倒されてしまう。バートの援護でイゴマールを倒すことには成功するが、次いで現れたルートヴィッヒにバートも倒される。唯一残されたジョーは単身での決戦を決意し、不可能とされた「相反合成術」を使用してルートヴィッヒを打ち倒し、イゴマールの寄代となっているダーハオの体に刻まれた全天星図の力を利用して死の直前の仲間たちを救い出す。全ての仲間が帰還するが、その影響は未知数の相反合成術を詠唱したジョーはその場から姿を消していた。残された新たな8星はイゴマールを倒しアビスゲートに封じ、ポルカ・リズ・バートの3人はジョー捜索の旅に出る。

#### 再生の絆 ZERO
ジョー捜索の旅に出てから2年が経過した。バートはある森にようやくジョーの気配を感じ取るが、その森には奥地に潜む強大な魔獣の気配があったことから、ゼノンやブラウニーらかつての仲間たちに助力を願う。手分けして森の探索を開始し、ポルカ・リズ・バートは入口に玄武と朱鳥の絵が刻まれた洞窟へとたどり着くが、その頃にはジョーの気配は消失していた。ジョーの手がかりを探ろうと焦る一行の前にタームの群れが現れ、次いでリアルクィーンが姿を現し“姫様”との関係性を問う。意図が理解できず返答ができずにいるとリアルクィーンは3人に襲い掛かり、リズの匂いが“姫様”とそっくりだと語る。これを聞いたリズは姫様が「赤と青の瞳を持つ女の子」ではないかと問い返し、リアルクィーンそれを認めるが3人はリアルクィーンに倒される。姫様の居場所を答えずにリアルクィーンもその場を去るが、リズたちはこの世界にジョーがいることを確信する。

### リアム編
イゴマールとの決戦から25年後の世界が舞台。世界各地で人々が意識を失う「昏睡事件」が発生する。事件発生と同時期に世界中に「扉」が出現しており、この扉が事件に影響していると考えられた。ダリアスが率いる「クラヴィス」による調査で扉は異世界に繋がっており、異世界で“異界の戦士”を解放すると扉を閉じることできることが判明しており、クラヴィスでは扉を通るための船（ユニオンシップ）を操縦して異世界を調査するパイロットを募集していた。
侯国大学の学生・リアムは偶然ダリアスと知り合ってパイロット試験を受けて合格し、キャンディや異界の戦士たちと異世界を調査する中でアーニャと出会う。アーニャは記憶を失っており、素性が知れないことからダリアスは警戒するものの、リアムとアーニャは協力しながら調査を進めていく。しかし扉の増加速度は次第に増していき、それに比して魔獣が強力になるとともに、昏睡者も増加していった。ダリアスとリアムは神王教団の支配地域は極端に昏睡者が少ないことを疑問に思い、神王の塔へと調査に赴くものの何も手がかりを得られずに神王の塔を後にするが、その帰路頭上に「黒い星」が出現する。ランスに「星」について研究する人々がいる噂を聞いたリアムはランスを訪れ、出会った星読みから「4つの光」の予言を伝えられる。
予言を元に「光」の調査を進めるリアムの前に次々と人型の大型魔獣・五神獣が現れ、この大型魔獣を倒すと「光石」が残される一方で、そのうちの1体・オルレットとの戦いでは攻撃が通用しなかったばかりかリアムが負傷する。この姿を見たアーニャが「人を守るための力」を求めると目の前に新たな扉が出現し、異世界ではアーニャの素性が明らかとなり、バースの影響によりアーニャ自身も記憶を取り戻す。新たな力を得たアーニャとともにリアムは次の調査に赴くが、その間にバンガードにはオルレットが侵入し光石を奪い去っていた。この事件はクラヴィスの研究者・リャオ・ユウが手引きしており、ダリアスが問い詰めたことで神王教団の関与が明らかになる。神王の塔へと乗り込んだリアムたちはオルレットを倒して光石を奪還、続いて神王教団教主となっていた五神獣の1体・ラゼムと戦い5つの光石を揃える。
5つの光石が揃ったことで「黒い星」が開かれ、クラヴィスはユニオンシップで黒い星へと進むと五神獣の本体を打ち倒し、神の領域の主である「異形の神」との戦いに突入する。リアムたちは異形の神を討つことに成功するが、リアムたちの「祈り」と異形の神の「願い」の力の狭間で異界の戦士は不安定な存在となっていった。しかし、リアムの「祈り」は異形の神の「願い」を超えた事で異界の戦士の存在は確固たるものとなり、リアム達は異界の戦士達と共に異形の神を完全に討ち果たした。昏睡事件は無事解決し、新たな扉が発生する事もなくなったものの異界の戦士達は世界にとどまることになった。侯国大学も再開され、リアムはアーニャと共に平和な学生生活に戻っていくのだった。

### シィレイ編
リアムたちが決戦から少し後、人々が昏睡事件のことを忘れかけた頃の話。昏睡事件調査のために結成されたクラヴィスは、戦いの後も街の復興や防犯、市民を手助けする組織として役割と変えて活動していた。放浪の詩人・シィレイは、愛用の琵琶を何者かに盗まれ、琵琶奪還の協力を求めてクラヴィスを訪れた。シィレイは事件には「真王衆」が絡んでいると考えたが、治安維持のために無為に真王衆を刺激したくないダリアスは一度は依頼を断るものの、シィレイの挑発に乗せられ依頼を引き受けるざる得なくなる。クラヴィスの協力を受けて捜索を続けるシィレイは、ソルド村の近くで出会った女剣士・鬼八を用心棒に雇って真王衆のアジトへ向かう。
真王衆のアジトには琵琶を持った頭とともに、側近のマレの姿がった。頭はシィレイに交渉を持ち掛ける過程で琵琶の弦を弾くと、頭は魔獣へと姿を変え、その混乱の最中でマレが琵琶を持ってアジトを飛び出す。シィレイと鬼八がリアムと合流してマレを追うと、一行はマレが琵琶の力で作り上げた“夢”の世界へと誘われる。マレの夢の中でマレ自身を討つと琵琶は折れ、琵琶の中から出現した魔獣・弦魔との戦いとなる。弦魔は倒されると、シィレイが代用品として持っていた「新たな琵琶」を新たな住処として鎮静化し、元の世界へと戻る。リアムは自らの戦いの裏で苦しんだ人がいることを知りマレに語り掛け、マレの頼みによりシィレイに琵琶を奏でる中でマレは旅立つ。

### クラウド・レルム編
シィレイ編までのように既存作品の世界観を継続する案もあったものの、議論の末に全く新しい世界観を土台とする構想が採用され、学園を舞台として5人の主人公を軸とした群像劇が描かれる。主要な舞台は空中に浮かぶ雲の上の都市の大学であり、学内では異界の戦士たちも講師を務める。時折発生するイカヅチによって雲の上に新たな大地や異界の戦士が出現する設定となっており、異界の戦士たちはイカヅチによって一部の記憶を失った状態で出現する。
リラたち主人公らは異界の戦士の学生たちとともに大学で学んでいたが、ある日都市内の女性が誘拐される事件が発生し、リラの学友・ターミンも消息を絶った。ターミンの身を案じたアドラーたちの囮捜査によって事件の実行犯を発見するものの、一連の事件はターミンを捕らえるために四元像・アレツを名乗る者が画策したものと発覚。アドラーはアレツに立ち向かうものの返り討ちとなり、ターミンは雲の下の世界へと連れ去られた。

## 用語
異界の戦士
塔の頂上から現れた、異なる世界のある時点の記憶を持った戦士たち。それぞれが元の世界のその時点の記憶を有した状態で召喚され、同じ人物が複数呼び出された場合でも記憶は共有しない。また、ある時点の記憶で固定されるため年月を経ても年齢は変わらない。ポルカ編でのイゴマールとの決戦において異界との繋がりが断たれたため塔とともに全ての異界の戦士が消失したが、リアム編において異界と繋がる「扉」が出現し異界の戦士が再び現れるようになった。扉から出現した場合も、記憶を共有しない点は同様である。また、ポルカ編ではサルーインや七英雄のような敵対存在が召喚された場合はそのまま世界の敵となったが、リアム編では四魔貴族や七英雄、かみといった存在でも味方側で戦っていた。

### ポルカ編の用語
死食
300年に一度起きるとされる災厄。その年に生まれた全ての生命が奪われる。ロマンシング サ・ガ3を参照。
聖王
約600年前の死食で生き残った運命の子。後に聖王十二将と呼ばれる仲間とともに、四魔貴族を退けてアビスゲートを封印し、世界を救った。ロマンシング サ・ガ3を参照。
塔 / グレイブ
異界の戦士の「過去の断片」が捕らえられたもの。塔士が塔に入ることでその記憶を垣間見ることができ、頂上にある光の扉を開くと異界の戦士が現れる。イゴマールが魔王の部屋の扉を開いた際に、魔王の部屋と世界を繋ぐ道として出現した。
塔士
塔を調査し、塔から現れた戦士を率いる者。塔士団はロアーヌ侯ゼノン・アウスバッハの命で結成された。
光の扉
塔の最上層にあって、開くことで塔に囚われた異界の戦士を呼び出すことができる。塔の出現と共鳴するように現れた。
魔王
約900年前の死食で生き残った運命の子。死に魅入られて四魔貴族をも支配し、人々を苦しめた。ロマンシング サ・ガ3を参照。

### リアム編の用語
鍵の魔獣
扉世界に現れる、その扉世界の主である異界の戦士と関係性した敵対する存在。クラヴィスの調査ではバースに呼応して扉世界に現れ、バースを食らうことで凶暴化すると推測されていた。
クラヴィス
ダリアスがリーダーを務める調査機関。
黒い星
空に出現した黒い球体。異形の神が住まう異界とを繋ぐ扉となっている。
五神獣 / 大型魔獣
新たな世界を支配するために異形の神が生み出した遣わせた5体の獣。まずラゼムが生み出されて神王教団を利用して世界を思うままに導くことを目論んだが、ラゼム1人では手に余るために他の4体が生み出されて「黒い星」を開く鍵となる「光石」を強める任務を与えた。しかしラゼム以外の4体は自由気ままな性格ゆえに制御が難しく、ラゼムは光石のためのバースを集めるためにクラヴィスを利用することを考えるようになる。なお五神獣本来の姿は神の領域にあり、人間界および他の扉世界には人に擬態した傀儡の姿で訪れる。
昏睡事件
突如発生した人々が原因不明の昏睡状態に陥る事件。異形の神が扉を利用して、バースを生成するために周辺の人々の生命を吸い取ったために発生していた。
扉
塔の消滅から25年後に出現した、異界の戦士を呼び出す新たな存在。出現した地域で「昏睡事件」が発生したため、クラヴィスによって扉と事件の関連性が調査されている。生身で扉を通るのは危険とされているため、クラヴィスではユニオンシップを開発した。クラヴィスの調査では、扉世界にはそれぞれ主である異界の戦士と「鍵の魔獣」が存在し、鍵の魔獣を倒すことで扉世界の主のバースが出現して、バースから異界の戦士が解放されることが確認されている。
バース
扉世界で発見されたエネルギー体。クラヴィスの調査では扉世界にはその扉世界の主である異界の戦士がバースとして囚われており、扉世界で「鍵の魔獣」を倒すとバースから異界の戦士が解放されるものと結論付けられていたが、実際にはバースは昏睡者の生命から生成されるものであり、バースを利用して異界の戦士が呼び出すことで世界の歪みを増長させることに利用されていた。
光石
黒い星を開くため鍵となるもの。バースを集めて力を強めるために五神獣が1つずつ所持しており、5つの存在が分かっているものの名称については青・碧・赤・黄の4つが判明している。
ユニオンシップ
クラヴィスが開発した扉を通過して扉世界に渡るための船。

### シィレイ編の用語
真王衆
神王教団の残党らを中心とした集団。神王教団は昏睡事件への関与が発覚したことで解体されており、元信徒らに山賊らが合流して各地で悪事を働いている。構成員には面白半分の子どもなど含まれており、何も統率が取れていない烏合の衆である。クラヴィスは下手に刺激してより大きな被害を出さないため、事実上存在を黙認している。
琵琶
シィレイが所有していた琵琶。「夢を叶える」と噂されている。内部には魔獣が封じられている。

## 登場人物
本項では主にオリジナルキャラクターのみを扱うこととし、他シリーズ作品のキャラクターについては特筆事項がある場合に限り記載する。なお、「演」は舞台『SaGa THE STAGE～再生の絆～』で演じた人物。

### ポルカ編の人物

#### 新しき8星
ポルカ・リン・ウッド
演 - 松田凌
ポルカ編の主人公。サーカス団に所属しており、妹のリズとの空中ブランコで人気を得ていた。
リズ・リン・ウッド
演 - 高槻かなこ
ポルカの妹。
ゼノン・アウスバッハ
演 - 中村誠治郎
ミカエルの子孫で現在のロアーヌ侯。世界中に出現した塔を調査するために塔士団を創設した。
ヴァルドー
演 - 園田玲欧奈
侯国塔士団の筆頭監督官。ロブスター族で、英雄のボストンを尊敬している。体表の色は紫色で、左腕はドリル。絶滅危惧生物保護司官としても活動している。
ようせい / ブラウニー
演 - 大平峻也
ようせい族の生き残り。人間に捕らわれたが、ヴァルドーに保護される。正式な塔士ではないがヴァルドーを手伝うようになり、ポルカを先輩として指導した。名前はなかったが、作中において「ブラウニー」と名付けられた。
シン・ドゥ
演 - 石橋直也
泥の国の天文寮に所属する星読みで、星読頭ジン・ダーハオの一番弟子。「梟の眼」の異名を持つ。容姿は小太りな中年男性だが、驚いたときの声は幼い少女を思わせる。
マドレーン
演 - 伊澤彩織
ゲッシア朝ナジュ王国の女剣士。王国はハリードによって再興されたが、神王教団により都を追われて放浪する民たちをマドレーンが率いている。「ハリードの再来」とも言われる。
東の悪しき魔女 / イーヴリン
演 - 土屋アンナ
「魔女」と呼ばれる女性。魔王の時代に滅ぼされた「星読みの巫女の村」の生き残りで、魔王に村を滅ぼされた復讐心から魔女と化していたが、実際には村を滅ぼしたのは魔王を騙る偽者であった。魔王への復讐のために魔力を持つ少女を集めており、その500人目としてリズをさらったことでポルカたちを関わることとなる。ポルカたちに倒された後にレオニードの血を受けて新たな命を得て新たな8星として活動する。

#### その他の人物
カルマン
ゼノンの補佐官。若年ながら「悪魔の頭脳」の異名を持つほど優秀であったが、魔王復活を目論んでゼノンの下を去る。人の記憶を操作する「忘却の能力」を持つ。
ジン・ダーハオ
演 - 岡本麻海
泥の国の星読頭。古代の星読みの術を研究し、独自の天文道体系を作り上げた人物。ポルカ編の物語のキーとなる人物であり、未来を視る力に長け「新たな災厄の襲来」と「新しき8星の出現」を予言した。かつて東の悪しき魔女に下で「魔王の打倒」をともに叶えようとしていたが、ダーハオにはイーヴリンが魔王を恐れているように見えたため、自らが魔王を打ち倒すことを目指すようになる。その大願を達するためにイゴマールを利用し、ポルカたちを導いた。
イゴマール
演 - 平山佳延
記憶を操作する術や、姿を変える能力を使うアビスの魔物。命あるものと同化することで能力を発揮することができるが、四魔貴族からは自ら肉体を持たない下等な魔物と見下されている。特定の名前も持っておらず、この時代では吸収した鳥の名前「マグホリ（MAGHOLI）」あるいはアナグラムの「イゴマール（IGOMAHL）」と名乗るが、かつて魔王の時代に出現した際には「オリアクス」と名乗っていた。ダーハオと並ぶポルカ編の物語のキーとなる人物であり、カルマン・ルートヴィッヒ・バルテルミーといた人物を陰から操っていた張本人。世界再生を打ち消すという己の欲望を叶えるために「宿命の子」の力を欲し、手始めに人々からサラと少年の記憶を奪ったものの実現せず、次に「宿命の子」を作ることを目論んでジョーとバートを誕生させた。
サラ
かつて世界を救った8人の1人で300年前の宿命の子。ただ一人召喚されず他の7人の記憶からも抹消されている。
ミカエル
ゼノンの先祖で300年前のロアーヌ侯。ゼノン不在時のバンガードを託される。

##### 第1章のみ登場
ドルテ
演 - 松野咲紀
「東の悪しき魔女の娘」のひとり。人の潜在能力を引き出す力を持つ。
バルテルミー
演 - 三浦涼介
ポルカたちが所属するサーカス団「ブラキティ・ブラキアン」の団長であるが、趣味と実益を兼ねた暗殺者を副業としている。元はボルカノ派に属する朱鳥術師であったが、当時はウンディーネ派との間でモウゼスを二分する争いがあった時期であり、メリッサと恋仲になったことでモウゼスを追われて逃亡生活を送っていた。ポルカとリズを授かるものの、追っ手によってメリッサを殺されたことで、復讐心からイゴマールと契約してポルカたちの下を去っていた。連れている鳥は「マグホリ」という名前でイゴマールの幻影。
メリッサ
ポルカたちの母親。元はウンディーネ派に属する玄武術師。
フェイガン
メッサーナ帝国の皇帝。15年後のメッサーナ皇帝には異界の戦士のルートヴィッヒが就いており、フェイガンの行方は不明。
トゥ・クアイ
泥の国の女王で軍団長。元々ははるか昔に存在した「汀の国」の女王であったが、イゴマールによって国を滅ぼされる。一説にはアビスの呪いを受けたことで「汀（てい）」が濁って「泥（でい）」に転じ、人々は泥の肉体に変えられたとも伝えられる。

##### 第2章のみ登場
ジョセフィン・リン・ウッド / ジョー
演 - 七瀬恋彩
リズの娘。生まれてすぐにウンディーネとボルカノに預けられており、相反する玄武と朱鳥の術を同時に習得している。実の親から離されて育てられたことにコンプレックスを抱いている。
バートランド・リン・ウッド / バート
演 - 岸本勇太
リズの息子。ジョーの双子の弟だが生まれてすぐにさらわれ、名前を奪われて「名無し」を意味する「ネロ」を自称していた。幼少期に知り合った少女に誘われて少女の村を訪れるが、その日に発生した火災で少女と家族が亡くなる。村人から災いを呼んだと糾弾されるが、そんなネロの前にイゴマールが現れて「宿命の子にしてあげる」と囁き、15年後に「新たな少年」としてジョーの前に現れた。
玄竜
モウゼス近くの湖底に棲む竜。体色は右翼側が青碧色、左翼側が朱色で、付近の村人からは畏れ疎まれている。ジョーからは「ゲンちゃん」と呼ばれている。
玄竜【氷雪】
氷雪湖の湖底に棲む竜。体色は雪のように白く、付近の村人は守護竜として畏れ崇めている。バートとともに行動している。
ランスの娘 / 聖王
かつて四魔貴族を打ち破った英雄。この世界の伝説となっている聖王本人は魔王の手を逃れて、未来に干渉することを畏れて自ら世界塔に囚われている。それとは別に異界の戦士として聖王となる以前の「ランスの娘」が召喚され、後にランスの娘が世界塔で聖王本人と対面してジョーたちを導くための力と記憶を託される。
ルートヴィッヒ
15年後のメッサーナ帝国の皇帝。世界征服の野望からイゴマールと協力している。
偽魔王
魔王が消えた世界に現れた「魔王」を自称する人物。イーヴリンの星読みの巫女の村を滅ぼした張本人。イゴマールにより力を与えられており、イゴマールがビューネイに敗れてアビスの奥底に封じられると、偽魔王もアビスの牢獄に閉じ込められれた。

### リアム編・シィレイ編の人物

#### クラヴィス関係者
リアム
リアム編の主人公。侯国大学に通う平凡な学生。バンガードで発生した「昏睡事件」の事を聞き調査に参加することになる。
ダリアス
調査機関「クラヴィス」のリーダー。商家の生まれで商才があり、また強い正義感も持ち合わせている兄貴分的存在。
キャンディ
クラヴィスに出入りしているモンスター。食いしん坊で特に甘いものに目がなく、油断すると食糧庫に忍び込んで食い散らかす。魔獣のにおいを察知する力があり、調査の手助けとなる。
アーニャ
リアムが調査中に出会った少女。『サガ フロンティア』のリージョン世界出身の下級妖魔であり、人によって囚われ脱出したものの力を使い果たし、ゾズマによって時の君の下に運ばれ時と記憶を封じられていた。
リャオ・ユウ
クラヴィスに所属する研究者。東方の出身。好奇心旺盛で興味はかなり幅広く、異界の戦士への興味から神王の塔を訪れた際に教主から予言を授けられ、その予言通りに昏睡事件が発生して戦士たちと出会えたことから神王教団に傾倒するようにな。
BaIC
クラヴィスに所属する戦闘サポートメカ。リャオ・ユウによって開発された。周囲からは「ポンコツ」呼ばわりされている。
スミレ
アザミの妹分を自称する女剣士。自由奔放な雰囲気だが根は真面目で、バンガード内では戦士たちの特訓を手伝っている。

#### 異形の神とそのしもべ
異形の神 / メ・シー
異形の姿をした異界の神。新たな世界を支配する野望を満たすために、かつての異界の戦士たちの影響で理に綻びが生じていたリアムたちの世界に目を付ける。扉を出現させ異界の戦士を送り込むことで世界の歪みを増長させ、世界を繋ぐ扉として「黒い星」を出現させることを目論んで五神獣を生み出して送り込んだ。
イヴェリス
氷を操る神獣。神を絶対的な存在と捉えており、神から与えらえた使命に最も忠実に従っている。
メロトセロイ（メロト、セロイ）
雷を操る神獣。本体は双頭の龍、人に擬態した姿は双子の姉妹。
オルレット
炎を操る神獣。神獣は恐れられ、下等な生命体から奪い取る存在であるべきと考えている。
ハーディ
大柄な姿の神獣。正々堂々とした立ち振る舞いを好む武人。
ラゼム
知的な雰囲気を漂わせる神獣の長。最初に生み落とされた神獣であり、神が描くように世界を導くべく神王教団の教主として人間界で長い時間を過ごした。その助けとして他の神獣たちは生み出された。

#### シィレイ編のみ登場
シィレイ
シィレイ編の主人公。各地を放浪して異界の戦士の記録を集めながら、戦士記の詩を歌っている。一風変わったものに興味を持ち、物事の善悪よりも好奇心を優先する傾向がある。
鬼八
二刀を持つ流浪の剣士。用心棒として生計を立てているが、粗暴で短慮な性格からトラブルが絶えずに転々としている。一方で筋が通らないことを嫌い、飄々としたシィレイとは対極的な性格。女性。
マレ
真王衆の幹部。元神王教団の信徒であり、偶然正体を知った教主（ラゼム）の側近を務めていた。

### クラウド・レルム編の人物
リラ
主人公の1人。その立ち振る舞いから一見すると短絡的な性格にも思えるが、内実は自分なりの正義感や仲間への愛情を持ち合わせている。
キャラクターデザインに際して、青春脚本が提示したキーワードは「健康優良児」（狙いとしては「昭和のヤンキー」）。また、「仲間想い」という設定から、イラストが所持する棍棒には友人の名前のシールがデザインされている。得意技はぶりっ子。
ターミン
主人公の1人。無邪気で好奇心旺盛な幼い子供のような雰囲気の少女だが、その見た目に反して頭脳明晰で成績はトップクラス。リラを姉のように慕っている。
青春脚本が提示した「本好き」という設定を受けて、イラストでは背中にはお気に入りの本を背負うように描かれている。キャラクターデザインを担当した高橋紗梨によると、本で天空に住むケツァルコアトルのような存在を知って憧れを持っていると想像し、自作した蛇神のぬいぐるみを持っているという設定を追加した。
アドラー
主人公の1人。口下手で臆病、モンスターに剣を振るうこともためらう優しい性格だが、剣技は得意で大剣による剣舞が特技。
青春脚本の設定では背景自体は固まっていたものの、キャラクター性について具体的には決まっていなかったため当初はスタッフ間でもキャラクター像に相違が生じていたが、高橋が「とりあえず」で書いたイラストがそのまま採用された経緯がある。
A.J.
主人公の1人。冷静で分析能力に長けた格闘家で、得意の足技は美しく凶悪とも言われる。A.J.は通り名だが、本当の名前は本人も覚えていない。
青春脚本の設定を読んだ高橋は「体術を使うが武骨な格闘家ではなく、スタイリッシュなイメージ」が浮かんだとしており、特撮ヒーローのエッセンスを加えてデザインした。
アイス
主人公の1人。主人公の中では最年長。自由であることに情熱を注ぎ、授業をサボる常連で補講の常連となっているが、成績自体は悪くはない。
高橋によると「デザインの指定は『イケメン』であったが、全身整ったイケメンではなく心情などを意識した」としている。なお、イメージカラーとしては翡翠色が指定されている。
コッペパン
蛇神のぬいぐるみに封じられた謎の生物。ターミンが図書室で発見した謎の文献から出現した闇が、ターミンたちによってターミンの持つぬいぐるみに封じられたもの。「統べる者」を自称して高圧的な口調で話すが、そういったキャラクターを演じているのか口調がぶれることも多い。封じられてからはターミンを「主」と呼び付き従っている。

## システム

### キャラクター

#### スタイル
各キャラクターには複数の「スタイル」が設けられている。プラチナガチャから輩出されるカタリナを例にすると、
| スタイル名称                     | ロール     | 所持技                             | 所持アビリティ                               |
| -------------------------------- | ---------- | ---------------------------------- | -------------------------------------------- |
| S カタリナ（マスカレイド）       | ジャマー   | みね打ち・流し斬り・濁流剣         | 痛みの練気I・回復呼吸II・能力弱体II(腕力)    |
| SS カタリナ（ここはわたくしが!） | アタッカー | スマッシュ・地走り・地ずり残月     | 練気高揚・テンションアップIII・勇健強撃III   |
| SS カタリナ（本当の理由）        | アタッカー | 氷雪剣・ブルクラッシュ・ツバメ返し | 吸収攻撃III・弱点集中III・テンションアップIV |

の3種類が存在し、スタイル名称はいずれも「カタリナ」だが性能が異なる。これらは同じキャラクターであるため基本ステータスを共有しており、同時にパーティに編成することはできない。また、2021年11月27日のアップデートで「同じキャラクターでも武器種が異なるスタイル」が実装された。武器種が異なるスタイルであっても扱いは同じである。
基本的に同じ名称のスタイルが同一キャラクターと見なされるが、
- 『ロマサガ2』の職業・種族の例
  - フリーファイター男の「ヘクター」と「オライオン」
  - ホーリーオーダー女の「ソフィア」と「アガタ」
- 同一キャラクターの別姿の例
  - 『ロマサガ3』の「ブラック」と「ハーマン」
  - 『サガフロ1』の「アルカイザー」と「レッド」

の例外が存在する。これらの場合はスタイル名は異なるが、本体のキャラクターは同一であるため上のカタリナの例と扱いは同じである。
各スタイルごとにスタイルレベルが存在し、スタイルレベルを上げることでステータス補正値の上昇や、新しいアビリティが解放される（詳しくは後述#ステータス・#アビリティ）。スタイルレベルの上限は初期値で30、スタイルピースを使用することで上限を50まで解放することが可能。スタイルピースはキャラクター固有のものと、共通して使えるものが存在する。共通ピースはSSスタイル用「ゴールドピース」、Sスタイル用「シルバーピース」、Aスタイル用「ブロンズピース」の3種類が存在する。

##### スタイルの入手手段
スタイルの入手方法は主にガチャあるいは配布等。2019年2月20日のアップデートで、未所持スタイルをスタイルピースを消費してスタイルを入手するスタイル召喚が追加された。スタイル召喚で使用するスタイルピースの数はレアリティによって異なり、SSスタイルは250枚、Sスタイルは150枚、Aスタイルは50枚。
ガチャの種類は以下の5種類。
- プラ - 常設の「プラチナガチャ」限定で排出されるスタイル。実装時点で追加されていなくても、翌月以降の追加があらかじめ決まっているスタイルは、移行に先行して加算している。一部はロマンシング祭・Ultra DX・サガ魂ガチャのピックアップ外で排出されていたスタイルを含む（後述）。
- 祭 - 期間限定スタイルのうち、「ロマンシング祭」限定で排出されるスタイル。季節イベント限定・フェス限定が該当する。
- UDX - 期間限定スタイルのうち、「Ultra DXガチャ」限定で排出されるスタイル。「佐賀魂」「サガエメ魂」を含む。
- 魂 - 期間限定スタイルのうち、「サガ魂ガチャ」限定で排出されるスタイル。
- 螺旋 - 螺旋回廊で入手できるチケットで行う「螺旋回廊チケットガチャ」限定で排出されるスタイル。

ピックアップ対象以外で排出されるスタイルは最初期は全てのガチャで共通であったが、2021年11月27日にロマンシング祭・Ultra DX・サガ魂ガチャのピックアップ外で排出されるSSスタイルのみ一新された。ピックアップ外は2022年12月26日に、例えばロマンシング祭であれば「過去のロマンシング祭限定スタイル」というように仕様変更されたため、現在では初期の汎用スタイルは「プラチナガチャ」と「螺旋回廊チケットガチャ」のみ、中間期の汎用SSスタイルは実質的に「プラチナガチャ」と同一となっている。
また配布方法としては、クリア報酬での入手やログインボーナスでの配布、視聴メダルによる交換などガチャ以外の手段が存在する。イベント配布はかつては期間限定となっていたが、2023年6月1日のアップデートで設置された「ロマンシングショップ」で全て常時入手可能となっている。
以下に2025年4月1日時点までに実装されているキャラクターを示す。
GBSaGa（魔界塔士Sa・Ga、Sa・Ga2 秘宝伝説、時空の覇者 Sa・Ga3）
- にんげんおとこ(SaGa1/SaGa2)
- にんげんおんな(SaGa1/SaGa2)
- エスパーボーイ
- エスパーおんな(SaGa1/SaGa2)[注 1]
- そうちょう
- かみ
- メカ
- せんせい
- カイ
- ちちおや[注 2]
- おたま
- ローニン
- めがみ
- アシュラ
- アポロン
- ビーナス
- オーディン
- 最終防衛システム
- はにわ
- リン
- デューン
- ステスロス
- ポルナレフ
- ミルフィー
- シリュー
- メルローズ
- フレイヤ
- ネメシス
- ボラージュ

RS1（ロマンシング サ・ガ、ロマンシング サガ -ミンストレルソング-）
- アルベルト
- ジャミル
- グレイ
- ホーク(RS1/MS)
- アイシャ
- クローディア
- バーバラ
- シフ
- ナイトハルト
- ディアナ(RS1/MS)
- ダウド
- シルベン
- ブラウ
- ジャン
- パトリック(RS1/MS)
- ゲラ＝ハ
- ガラハド
- ミリアム
- ダーク
- アルドラ
- ラファエル
- フリーレ
- 竜騎士
- ファラ
- シルバー
- モニカ(RS1/MS)
- コンスタンツ
- フラーマ
- ブッチャー
- エルマン
- ナタリー(RS1/MS)
- マリーン
- 水竜
- アディリス
- タイニィフェザー
- フレイムタイラント
- ミニオン[注 3]
- ミルザ
- デス
- シェラハ[注 4]
- サルーイン
- フルフル
- ジュエルビースト

RS2（ロマンシング サ・ガ2、ロマンシング サガ2 リベンジオブザセブン）
- レオン
- ジェラール
- 最終皇帝(男)
- 最終皇帝(女)
- 帝国重装歩兵[注 5]
- 帝国軽装歩兵(男)[注 6]
- 帝国軽装歩兵(女)[注 7]
- 帝国猟兵(男)[注 8]
- 帝国猟兵(女)[注 9]
- 宮廷魔術師(男)[注 10]
- 宮廷魔術師(女)[注 11]
- フリーファイター(男)[注 12]
- フリーファイター(女)[注 13]
- フリーメイジ(女)[注 14]
- シティシーフ(男)[注 15]
- シティシーフ(女)[注 16]
- 軍師[注 17]
- インペリアルガード(男)[注 18]
- インペリアルガード(女)[注 19]
- 格闘家[注 20]
- サイゴ族[注 21]
- 武装商船団[注 22]
- ホーリーオーダー(男)[注 23]
- ホーリーオーダー(女)[注 24]
- ノーマッド(女)[注 25]
- ハンター[注 26]
- デザートガード[注 27]
- イーストガード[注 28]
- アマゾネス[注 29]
- 海女[注 30]
- サラマンダー[注 31]
- モール[注 32]
- ネレイド[注 33]
- イーリス[注 34]
- 陰陽師[注 35]
- 忍者[注 36]
- 帝国鍛冶職人[注 37]
- 踊り子[注 38]
- ワグナス
- ノエル
- ロックブーケ
- スービエ
- ダンターグ
- ボクオーン
- クジンシー
- ヴィクトール
- オアイーブ
- ヒラガ
- コッペリア
- トーマ
- クィーン[注 39]
- セキシュウサイ
- サグザー
- 海の主の娘
- ヴァンパイアレディ
- セフィラス
- ディープワン

RS3
- ユリアン
- トーマス
- ミカエル
- !ハリード
- サラ
- エレン
- モニカ(RS3)
- カタリナ
- タチアナ
- ミューズ
- シャール
- ノーラ
- 少年
- ロビン
- ロビン(偽)
- ウォード
- ポール(RS3)
- ブラック[注 40]
- フルブライト23世
- ツィー・リン
- ヤン・ファン
- バイメイニャン
- ボストン
- ようせい
- ぞう
- ゆきだるま
- ウンディーネ
- レオニード
- ティベリウス
- 教授
- ルートヴィッヒ
- マクシムス
- ボルカノ
- キドラントの町長
- ファティーマ
- グゥエイン
- 聖王
- フェルディナント
- ヴァッサール
- パウルス
- ヒルダ
- フルブライト12世
- オトマン
- ソープ
- ドーラ
- アウナス
- ビューネイ
- アラケス
- フォルネウス
- バーニィ
- 奇面草
- ムクチャー
- マコ
- ナハトズィーガー
- アスラ
- 夢魔
- 蒼天女
- ヤミー[注 41]
- アールヴ
- ドラゴンルーラー

SF1
- ブルー
- レッド[注 42]
- エミリア[注 43]
- アセルス
- クーン
- T260G
- リュート
- ヒューズ
- レオナルド(SF1)
- レン[注 44]
- サイレンス
- ドール
- ラビット(SF1)
- コットン
- ルーファス
- アニー
- ライザ
- シュウザー
- ベルヴァ
- メタルブラック[注 45]
- シンディ・キャンベル
- ルージュ
- ゲン
- メイレン
- フェイオン
- ハミルトン艦長
- タイム
- ローズ(SF1)
- ホーク(SF1)[注 46]
- R3X
- オルロワージュ
- ゾズマ
- イルドゥン
- セアト
- ラスタバン
- 零姫
- 金獅子姫
- 白薔薇姫
- ヴァジュイール
- ヌサカーン
- 時の君
- メサルティム
- 済王
- サンダー
- 麒麟
- 赤カブ
- BJ&K
- ナカジマ零式
- pzkwV
- 特種工作車
- ロッキー
- カモフック
- ピンクパンチ

SF2
- ギュスターヴ
- ウィル
- ケルヴィン
- コーデリア
- ナルセス
- タイラー
- ラベール
- ネーベルスタン
- パトリック(SF2)
- ヨハン
- シルマール
- ヴァンアーブル
- リッチ
- エレノア
- ディアナ(SF2)
- サルゴン[注 47]
- ユリア
- 偽ギュスターヴ
- ジニー
- プルミエール
- ロベルト
- グスタフ
- ミーティア
- フリン
- レスリー
- マリー
- ミスティ
- ペッグ

US
- ローラ
- ヴェント
- ジュディ
- キャッシュ
- ルビィ
- マイス
- アーミック
- アンリ
- ティフォン
- ヌアージ
- ミシェル
- ゴーシュ
- エデル
- イスカンダール
- ノース

ES、IS
- 白銀の皇帝
- セルマ
- シリウス
- ソティ
- トウジ
- マカ
- シノン
- パメラ
- アン・ルー
- アデル

SSG
- ウルピナ
- レオナルド(SSG)
- タリア
- バルマンテ
- モンド
- エリザベート
- カーン
- アーサー・ダールトン
- サーシャ
- シグフレイ
- ファイアブリンガー
- ヴァッハ神
- マリガン神
- アントニウス
- チアーゴ・リズボア
- オグニアナ
- エリセド
- ティシサック
- クミ
- イレーネ
- ツバキ
- ストルムィクネン
- アスラナ・メレク

SaGaRS
- ポルカ[注 48]
- リズ[注 49]
- ゼノン
- ヴァルドー
- ようせい(ブラウニー)
- シン・ドゥ
- マドレーン
- イーヴリン[注 50]
- ダーハオ
- イゴマール
- バルテルミー
- メリッサ
- トゥ・クアイ
- スライム[注 51]
- ジョー[注 52]
- 玄竜
- バートランド
- 玄竜【氷雪】
- リアム
- ダリアス
- キャンディ
- アーニャ
- リャオ・ユウ
- BaIC
- スミレ
- イヴェリス
- メロトセロイ
- オルレット
- ハーディ
- ラゼム
- シィレイ
- 鬼八
- リラ
- ターミン
- アドラー
- A.J.
- アイス
- コッペパン

SaGaEB
- 御堂綱紀
- アメイヤ
- ボーニー
- フォルミナ
- シウグナス
- Diva N0.5
- ドロレス
- リタ
- 戦士
- イマクー
- ブラー
- イーヴァル
- ムサシ
- 哲人
- BX10-EX
- ロロ
- 案山子
- グルマン
- ボウディカー
- ウェンズデイ
- ビャク
- ウィルマ
- 人斬
- エリュテイア
- アズーレ
- 加藤忍
- 王者

その他
- 詩人
- TOKEN
- デスマシーン

1. ↑  スタイル名の別名義として「エスパーギャル」「エスパーガール」。
2. ↑  スタイル名の別名義として「ふくめん」。
3. ↑  個別スタイル名は「ワイル」「ストライフ」「ヘイト」「赤魔道士」。
4. ↑  スタイル名の別名義として「シェリル」。
5. ↑  個別スタイル名は「ベア」。
6. ↑  個別スタイル名は「ジェイムズ」。
7. ↑  個別スタイル名は「ライーザ」。
8. ↑  個別スタイル名は「ヘンリー」。
9. ↑  個別スタイル名は「テレーズ」。
10. ↑  個別スタイル名は「アリエス」。
11. ↑  個別スタイル名は「エメラルド」「オニキス」「サファイア」。
12. ↑  個別スタイル名は「ヘクター」「オライオン」「ハーキュリーズ」。
13. ↑  個別スタイル名は「アンドロマケー」「メディア」「ペネロープ」。
14. ↑  個別スタイル名は「ローズ(RS2)」。
15. ↑  個別スタイル名は「スパロー」「ファルコン」。
16. ↑  個別スタイル名は「キャット」「ラビット(RS2)」「フォックス」。
17. ↑  個別スタイル名は「シゲン」「コウメイ」。
18. ↑  個別スタイル名は「ワレンシュタイン」「ハンニバル」「エパミノンダス」。
19. ↑  個別スタイル名は「ミネルバ」「セレス」「ヴィクトリア」。
20. ↑  個別スタイル名は「カール」「テリー」。
21. ↑  個別スタイル名は「エイリーク」「ハールファグル」。
22. ↑  個別スタイル名は「エンリケ」「マゼラン」「ティルピッツ」。
23. ↑  個別スタイル名は「ゲオルグ」「クリストフ」。
24. ↑  個別スタイル名は「ソフィア」「アガタ」「マリア」「マチルダ」。
25. ↑  個別スタイル名は「ファティマ」「シャハラザード」「ノーズハトゥ」。
26. ↑  個別スタイル名は「ハムバ」。
27. ↑  個別スタイル名は「シャールカーン」。
28. ↑  個別スタイル名は「ジュウベイ」「ソウジ」「トシ」。
29. ↑  個別スタイル名は「ジャンヌ」「クリームヒルト」「テオドラ」。
30. ↑  個別スタイル名は「ナタリー(RS2)」「マライア」「デビー」。
31. ↑  個別スタイル名は「ケルート」「タンボラ」「アウ」。
32. ↑  個別スタイル名は「シエロ」「ブルニ」。
33. ↑  個別スタイル名は「テティス」「サオー」。
34. ↑  個別スタイル名は「ウィンディ」「スカイア」「エア」「ストーミー」。
35. ↑  個別スタイル名は「セイメイ」。
36. ↑  個別スタイル名は「アザミ」「フヨウ」「ナズナ」。
37. ↑  個別スタイル名は「フロスティ」「レギン」。
38. ↑  個別スタイル名は「リコリス」。
39. ↑  スタイル名の別名義として「リアルクィーン」「ドレッドクィーン」。
40. ↑  スタイル名の別名義として「ハーマン」。
41. ↑  スタイル名の別名義として「ヤマ」。
42. ↑  スタイル名の別名義として「アルカイザー」。
43. ↑  スタイル名の別名義として「ピンクタイガー」。
44. ↑  スタイル名の別名義として「ジョーカー」。
45. ↑  スタイル名の別名義として「メタルアルカイザー」「メタルブラック改」。
46. ↑  実装されているスタイル名は「アルカール」。
47. ↑  スタイル名の別名義として「炎の将魔」。
48. ↑  スタイル名の別名義として「ボロロビン」。
49. ↑  スタイル名の別名義として「ロビンガール」。
50. ↑  スタイル名の別名義として「東の悪しき魔女」。
51. ↑  実装されているスタイル名は「ゴールデンバウム」。
52. ↑  スタイル名の別名義として「ロビンギャル」「リアルクィーン・ジョー」。

#### ステータス
各キャラクターには以下のステータスが存在する。
- HP - 耐久力。ダメージを受けると減少し。HP0で戦闘不能になる。
- LP - 生命力。戦闘不能になると1減少し、また回復技・術を使用すると設定された値を消費する。LPが0でなければ回復技・術で蘇生可能だが、LPが0になるとその戦闘では復帰できない。戦闘後には初期値に戻る。一部の例外は存在するがSSスタイルは6、Sスタイルは5、Aスタイルは4が初期値となっている。
- BP - 戦闘中に技・術を使用する際に消費するもの。戦闘開始時に各キャラクターごとに初期値10、毎ターン3ずつ回復して、ストックできる最大値は20である。威力の大きい技術ほど消費BPが多くなっている。『ロマンシング サガ -ミンストレルソング-』で初めて採用された概念。
- 腕力 - 腕力依存の武器種（剣・大剣・斧・棍棒・槍・体術・杖）の威力に影響し、味方側のみ腕力依存の武器種での攻撃命中率にも影響する。
- 体力 - 技で受けるダメージ量へ影響する。
- 器用さ - 器用さ依存の武器種（小剣・弓・銃）の威力、攻撃の命中率にも影響する。
- 素早さ - 体術の威力、武器、術での命中率、回避率・行動順に影響する。
- 知力 - 術、体術（特殊タイプ）の威力・命中率、状態異常・ステータス変化等を使用する際の成功率に影響する。
- 精神 - 術で受けるダメージ量、状態異常・ステータス変化等を受ける際の成功率に影響する。
- 愛 - 回復技・術を使用する際の回復量に影響。
- 魅力 - 回復技・術を受ける際の回復量、状態異常「魅了」の成功率に影響。

初期値が固定であるLP・BP以外のステータスは、『ロマンシング サ・ガ』や『サガ フロンティア』のように戦闘後に上昇する。基礎となるステータスは前述のとおり同じキャラクターごとに全スタイルで共有するが、スタイルによって育成可能な上限値が異なる。上で例示したカタリナを例にすると、第1部1章終了時点での育成可能な上限値は以下のようになっている（着色部は最大値に到達する項目）。
| スタイル名                       | 腕力 | 体力 | 器用さ | 素早さ | 知力 | 精神 | 愛 | 魅力 |
| -------------------------------- | ---- | ---- | ------ | ------ | ---- | ---- | -- | ---- |
| S カタリナ（マスカレイド）       | 80   | 78   | 78     | 77     | 78   | 74   | 76 | 76   |
| SS カタリナ（ここはわたくしが!） | 82   | 78   | 79     | 77     | 74   | 75   | 75 | 76   |
| SS カタリナ（本当の理由）        | 86   | 78   | 78     | 79     | 74   | 72   | 74 | 76   |
| 育成可能な上限値                 | 86   | 78   | 79     | 79     | 78   | 75   | 76 | 76   |

実際にスタイルを使用する際のステータスは、この数字にスタイルごとのステータス補正が適用されるため、スタイルレベル50では以下のような数値になる（上段が補正値、下段が補正後のステータス）。
| スタイル名                       | 腕力         | 体力          | 器用さ      | 素早さ       | 知力        | 精神        | 愛          | 魅力        |
| 育成可能な上限値                 | 86           | 78            | 79          | 79           | 78          | 75          | 76          | 76          |
| -------------------------------- | ------------ | ------------- | ----------- | ------------ | ----------- | ----------- | ----------- | ----------- |
| S カタリナ（マスカレイド）       | (46%+3) 128  | (17％+13) 104 | (56%+3) 126 | (46%+3) 118  | (46%+7) 120 | (41%+3) 108 | (22%+3) 95  | (46%+3) 113 |
| SS カタリナ（ここはわたくしが!） | (80%+16) 170 | (47%+12) 126  | (69%+5) 138 | (58%+5) 129  | (41%+5) 114 | (58%+5) 123 | (47%+5) 116 | (58%+5) 125 |
| SS カタリナ（本当の理由）        | (89%+16) 178 | (37%+5) 118   | (71%+5) 140 | (76%+12) 151 | (42%+5) 115 | (60%+5) 125 | (32%+5) 105 | (60%+5) 126 |

これ以外に、ステータス補助する項目として裏能力値と段位のシステムが存在し、いずれも「道場」で解放可能。裏能力値は裏道場（後述）で入手可能なアイテムを使用して、「裏腕力」「裏知力」などの項目補正値の上限値が解放する。通常の能力値同様に戦闘後に上昇判定が行われるが、「裏HP」のみ各段の各項目を全て解放するとその時点で解放される。段位はイベントで入手可能なアイテムを使用して、各キャラクターのステータス補正値を上昇させるシステム。
2024年9月2日のアップデートでパーティ全体を強化する「大聖石」の要素が追加された。

#### ロール
全てのスタイルは以下の4つのロールが与えられている。
- アタッカー - 攻撃重視のスタイル。与ダメージに影響するステータスの補正値が高く、ダメージアップ系のアビリティを持つ。
- ディフェンダー - 防御重視のスタイル。被ダメージに影響するステータスの補正値が高く、被ダメージ軽減・回避・カウンター系の技・術やアビリティを持つ。
- サポート - 味方の補助性能を重視したスタイル。回復・ステータス補助などの技・術やアビリティを持つ。
- ジャマー - 敵の行動阻害を重視したスタイル。状態以上付与・ステータス低下などの技・術やアビリティを持つ。

#### 技・術
技は戦闘中に攻撃する際に閃き、術は戦闘後に学習する形で入手する。戦闘中に使用するとさらに閃いて「技・術Rank」が上昇する場合があり、Rankは命中率・威力・状態異常成功率等に影響する。また、同一キャラクターであれば、他スタイルの所持する技や術を1つだけ「継承技」として装備することが可能である。ただし、術を継承する際は継承する側のスタイルが術適正を持っている必要があり、術適正がなければ同一キャラクター間でも術を継承できない。また、2021年11月27日のアップデートで既存スタイルとは武器種の異なるスタイルが実装されたが、武器種が異なるスタイル間でも技の継承は可能となっている。参照するステータスは使用する技で参照される（例：装備武器が体術（腕力、素早さ依存）で、銃技を使った場合は器用さでダメージが増減する）。
技や術は「技・術覚醒」させることで消費BPを減少させることが可能。覚醒可能な回数は技・術によって異なっており、初期消費BP3の「みね打ち」などの低威力技は1回、初期消費BP14の「地ずり残月」などの高威力技は3回となっている。覚醒後は「BP管理」によって、オートバトルでの消費BPを初期値から覚醒済み段階までの間の任意の値に設定することが可能。
2020年5月27日のアップデートで技・術の「練達」機能が追加され、技・術Rankを消費することで威力上昇・BP減少・ファスト付与・全体化など効果上昇・追加が行われる。前述の「BP管理」には練達による消費BP減少も反映され、また2022年5月24日のアップデートでは練達前の性能に切り替えられるようになった。

#### アビリティ
アビリティは戦闘中に効果を発動するもので、様々な効果を発揮する。習得条件はスタイルレベルであり初期で1つ所持しており、レベル10で2つ目、レベル30で3つ目が開放される。以下に挙げるのはアビリティの一例。なお、多くのアビリティは「テンションアップV」のようにローマ数字が付されており、数字が大きいほど効果が大きい。
- テンションアップ - 常時与ダメージ上昇。
- 鉄壁の守り - 常時被ダメージ軽減。
- 勇健○○ - HPが最大時のみ発動。「勇健強撃」は与ダメージ上昇、「勇健の守り」は被ダメージ軽減。
- 吸収攻撃 - 攻撃命中時に確率で自身のHPを回復。
- 託す希望 - 自身が気絶した時に生存者全員のHPを回復。
- パワーチャージ - バトル開始時のBPを上昇。
- 練気高揚 - 攻撃命中時に確率で自身のBPを回復。
- デトックス - ターン終了時に自身の状態異常を解除。
- 収益上昇 - バトルで得られるオーラムが増加。

2020年9月25日に常時与ダメージ上昇＋初期BP増加の「バトルテンション」、常時与ダメージ上昇＋連携時及びオーバードライブ連携時の与ダメージ上昇の「オーバーテンション」が登場し、以後複数の効果を複合したアビリティも登場している。

#### スタイル着せ替え
2019年6月29日実装。特定のスタイルのイラスト・ドット絵を、別のスタイルあるいは「着せ替え衣装セット」のイラスト・ドット絵に変更することができる機能。
以下は着せ替え衣装セットの一覧。
| シリーズ | キャラクター名       | 着せ替え衣装の名称   | 入手方法                          | 実装日         |
| -------- | -------------------- | -------------------- | --------------------------------- | -------------- |
| SaGa2    | せんせい             | ワラスボ先生だぞ     | ログインボーナス                  | 2023年05月18日 |
| RS1      | アルベルト           | 僕は頑張ります       | ログインボーナス                  | 2022年06月06日 |
| RS1      | ホーク(RS1/MS)       | 船を失っても         | ログインボーナス                  | 2022年10月21日 |
| RS1      | アイシャ             | ステップを駈けろ     | ログインボーナス                  | 2022年10月21日 |
| RS1      | シルバー             | 学校も意外と楽しいぞ | ショップ販売                      | 2020年04月10日 |
| RS2      | 最終皇帝(男)         | 祝勝の宴を前に       | ショップ販売                      | 2020年11月20日 |
| RS2      | 最終皇帝(女)         | 勝利の祝宴を前に     | ショップ販売                      | 2020年11月20日 |
| RS2      | 最終皇帝(女)         | 想いを解き放て!      | ログインボーナス                  | 2022年10月21日 |
| RS2      | ホーリーオ－ダー(女) | 聖騎士佇名月下       | Twitterキャンペーン報酬           | 2021年12月02日 |
| RS2      | 忍者                 | アザミでなければ     | Twitterキャンペーン報酬           | 2022年06月07日 |
| RS2      | ワグナス             | 天空より見下ろす者   | ログインボーナス                  | 2023年12月03日 |
| RS2      | ノエル               | 全ての知識を望む者   | ログインボーナス                  | 2023年12月03日 |
| RS2      | ロックブーケ         | 冷たくしてあげる     | ショップ販売                      | 2019年08月06日 |
| RS2      | ロックブーケ         | 駅長ロックブーケ     | ログインボーナス                  | 2019年11月30日 |
| RS2      | ロックブーケ         | 黒いつぶつぶ         | ログインボーナス                  | 2020年06月29日 |
| RS2      | ロックブーケ         | 一瞬で消えゆくものよ | YouTubeチャンネルキャンペーン報酬 | 2021年11月27日 |
| RS2      | ロックブーケ         | 全てに愛される者     | ログインボーナス                  | 2023年12月03日 |
| RS2      | スービエ             | ただ海を愛す者       | ログインボーナス                  | 2023年12月03日 |
| RS2      | ダンターグ           | ただ最強を求める者   | ログインボーナス                  | 2023年12月03日 |
| RS2      | ボクオーン           | 全てを操らんとする者 | ログインボーナス                  | 2023年12月03日 |
| RS2      | クジンシー           | 己を見つけられぬ者   | ログインボーナス                  | 2023年12月03日 |
| RS3      | モニカ               | モニカの決意         | ミッション報酬                    | 2019年06月29日 |
| RS3      | モニカ               | 音楽隊のマスターです | ショップ販売                      | 2020年02月13日 |
| RS3      | モニカ               | 兄はロアーヌ侯です   | ログインボーナス                  | 2022年10月21日 |
| RS3      | エレン               | 一人で入りたいの     | ショップ販売                      | 2019年11月11日 |
| RS3      | エレン               | 宿命の子の姉として   | ログインボーナス                  | 2022年10月21日 |
| RS3      | カタリナ             | 護衛任務の衣装です   | ショップ販売                      | 2019年11月11日 |
| RS3      | カタリナ             | 長い髪の重み         | ミッション報酬                    | 2019年11月11日 |
| SF1      | アセルス             | 消えない迷い         | ショップ販売                      | 2019年07月11日 |
| SF1      | アセルス             | 紫の血の導き         | YouTubeチャンネルキャンペーン報酬 | 2022年09月09日 |
| SF1      | アセルス             | 半妖として目覚めて   | ログインボーナス                  | 2022年10月21日 |
| SF1      | ブルー               | 海と空の青に染まる   | ショップ販売                      | 2020年07月02日 |
| SF1      | レッド               | ヒーローのジレンマ   | ログインボーナス                  | 2021年07月28日 |
| SF1      | ルージュ             | 海も空も赤く染まる   | ショップ販売                      | 2020年07月02日 |
| SF1      | 白薔薇姫             | かぼちゃ姫ですわ     | ショップ販売                      | 2020年10月21日 |
| SF1      | メサルティム         | 水妖熱愛萬聖夜       | ショップ販売                      | 2020年10月21日 |
| SF1      | 零姫                 | 菓子はいらぬぞ       | ショップ販売                      | 2020年10月21日 |
| SF1      | 零姫                 | 四月のウサギ         | Twitterキャンペーン報酬           | 2022年06月07日 |
| SF2      | ウィル               | 分け前は公平に       | ログインボーナス                  | 2022年10月21日 |
| SF2      | ジニー               | スチームパンクだよ   | ショップ販売                      | 2019年10月10日 |
| SF2      | ギュスターヴ         | 新たな年を祝おう     | ショップ販売                      | 2019年12月31日 |
| US       | ルビィ               | 自分の未来を占うと   | ログインボーナス                  | 2022年10月21日 |
| ES       | セルマ               | 身も心も成長して     | ログインボーナス                  | 2022年10月21日 |
| SSG      | ウルピナ             | これが私の夢         | ミッション報酬                    | 2019年07月19日 |
| SSG      | ウルピナ             | 子供に戻っちゃおう!  | ショップ販売                      | 2020年08月05日 |
| SSG      | ウルピナ             | 邪神を超えて         | ログインボーナス                  | 2022年10月21日 |
| SSG      | エリザベート         | 出し惜しみはしないの | ショップ販売                      | 2020年08月05日 |
| SaGaRS   | ジョー               | 気安く声掛けないで   | ショップ販売                      | 2020年07月02日 |
| SaGaRS   | バートランド         | 本当のファミリーだ   | ログインボーナス                  | 2025年02月01日 |
| SaGaRS   | ようせい(ブラウニー) | いたずら妖精参上!    | Twitterキャンペーン報酬           | 2021年08月27日 |
| SaGaEB   | 御堂綱紀             | 御堂家の真の力を     | ログインボーナス                  | 2025年04月24日 |
| SaGaEB   | アメイヤ             | 魔女は可愛らしくね   | ログインボーナス                  | 2025年04月24日 |
| SaGaEB   | Diva No.5            | 盛り上がって行こう!  | ログインボーナス                  | 2025年04月24日 |
| SaGaEB   | シウグナス           | 闇の王だが、何か？   | ログインボーナス                  | 2025年04月24日 |
| SaGaEB   | ボーニー             | 無敵祭りだよ         | ログインボーナス                  | 2025年04月24日 |
| SaGaEB   | フォルミナ           | お祭りを楽しみますよ | ログインボーナス                  | 2025年04月24日 |

### バトルシステム
「BP」の概念があるため完全に一致とは言えないが、戦闘システム自体は『ロマサガ3』をベースに以下のシステムを導入したものになっている。
- 連携 - 『サガ フロンティア』で初めて採用された概念で、キャラクターの使用する技や術が連続発動して威力が上がる。通常攻撃や「パリイ」などの回避技は連携の対象外で、それ以外の攻撃・回復・補助行動、カウンターも対象に含まれ、他作品のような連携同士の相性は存在せず全ての技同士で連携が可能。相手を撃破した後も連携が続く場合があるが、その場合は使用しなかったものとして扱われ消費BP・LPは回復し敵撃破時のアビリティも発動しないが、技の補助効果や溜め状態移行は有効。
- オーバードライブ - オーバードライブゲージが溜まることで発動可能。一時的に全ステータスがアップした状態で先制攻撃が可能で、同時に複数のキャラが使用すると必ず「OD連携」が発動する（通常の連携が可能な場合のみ）。ただし、こちらはオーバーキル後の技でも消費したBPやLPは回復しない。

#### 武器・防具
武器種・術系統は『ロマンシング サ・ガ3』をベースにしている。武器は既存のものに『サガ フロンティア』の「銃」、術士が主に装備する「杖」を加えた10種類。術は他シリーズの術も『ロマンシング サ・ガ3』を基本とした6系統に分類しているが、名称は『ロマンシング サ・ガ』などの名称を用いている。攻撃の属性は「斬」「打」「突」「熱」「冷」「雷」「陽」「陰」の8種類に分類され、基本的に各武器種・術系統は以下のように分類される。
- 斬属性 - 剣・大剣・斧・風術
- 打属性 - 棍棒・体術・銃・土術
- 突属性 - 槍・小剣・弓
- 熱属性 - 火術
- 冷属性 - 水術
- 雷属性 - （該当なし）
- 陽属性 - 光術
- 陰属性 - 闇術

ただし上記は「基本的な属性」であり、個別に見ると剣技「デミルーン」の『斬+雷』や火術「クリムゾンフレア」の『熱+陽』など複数の属性をもつ技術が存在する。また体術「炎疾歩」の『熱』や水術「召雷」の『雷』のように、他属性のみの技術も存在する。
複数の属性を持つ技術で攻撃した場合、相手の耐性は最も低いものが参照される（例：火術「クリムゾンフレア」の『熱+陽』で熱耐性+50、陽耐性-35の敵を攻撃した場合は陽耐性-35が参照される）。杖には全て、その他の武器にはSランク以上の物のみ「火」「水」「風」「土」「光」「闇」属性が設定されている物があり、術を使う際には武器と使用術の属性が一致していないと武器の攻撃力が計算されない。
防具は主防具・副防具に分類され、それぞれ1つ装備が可能。
- 主防具
  - 全身鎧 - 斬・打属性の防御に優れる。素早さが低下するものが多い。
  - 重鎧 - 斬・突属性の防御に優れる。全身鎧ほどではないが、素早さが低下するものが多い。
  - 軽鎧 - 打・突属性の防御に優れる。知力が低下するものが多い。
  - ローブ - 熱・冷・雷属性の防御に優れる。斬・打・突属性の防御は低めだが、状態異常耐性が付与されているものも多い。
- 副防具
  - 服 - 陽・陰属性の防御に優れる。
  - 頭 - 打属性の防御に優れる。
  - 腕 - 斬属性の防御に優れる。
  - 具足 - 突属性の防御に優れる。

これ以外に、状態異常耐性等の補助的な性能の「装飾品」も1つ装備が可能。
装飾品を除く武器・主防具・副防具は、強化素材や装備品を消費してレベルを上げる「装備品強化」や、進化素材（三光石など）を消費して基礎性能を上げる「装備品進化」をすることが可能。レベルは最大5で、レベル5に達すると進化させることが可能になる。進化させるとレベルがに戻り、武器であれば武器威力と術威力、主防具・副防具であれば各属性耐性が少しずつ上昇する。進化回数は装備品のレアリティごとに変わり、S装備品が3回、A装備品が2回。SS装備品は4回の進化に加えて「輝石」を消費することで2段階の追加進化が可能で、さらに専用アイテムを消費することでSSS武器に「超進化」することが可能。

##### 聖石
各装備品には「聖石」を1つ装備することが可能。聖石の効果は武器・防具（主防具・副防具）・装飾品でそれぞれ異なり、武器はダメージ上昇や敵の状態異常耐性低下、防具はダメージ軽減系、装飾品は状態異常耐性上昇系やステータス増減が主になっている。
聖石に類する要素を持つものとして、2021年9月3日のアップデートで「装備品錬成」が登場した。装備品錬成では専用の練成素材とオーラムを消費して「力+」「火+」などのオプション付きのS武器が生成可能で、生成された武器には3つのアビリティが付与された「錬成石」がセットされている。錬成石に付与されるアビリティは様々なダメージ補正がA・S・SSの3段階で設定されており、練成素材ごとに決められた種類がランダムで付与される。なお、錬成石は固定で着脱は不可能である。
また、2021年11月27日に実装された「追憶の幻闘場」では、攻略して素材を集めることで「追憶武器」を生成・強化することが可能。

#### オートバトル
オートバトルには「通常オート」と「全力オート」が存在する。「通常オート」をオンにすると、各キャラクターは通常攻撃のみを繰り返す。
技・術は「攻撃」「補助」「防御」「回復」の4つに分けられ、「全力オート」での挙動はそれぞれ異なる。
- 攻撃 - BPの制約のみ。
- 補助・防御 - 使用の有無が選択可能。サービス開始当初はオートバトルでは一切使用しなかったが、2023年12月1日のアップデートで使用の有無が選択できるようになった。
- 回復 - 回復が必要な仲間がいるときのみ使用される。サービス開始当初は必要なタイミングに限って「攻撃」と同様に扱われていたが、2019年5月29日のアップデートで回復が必要な仲間がいるとき優先的に使用するように変更された。

所持している技・術のうち、現在のBPで使用できる最も消費BPが大きい技・術が使用される。消費BPが同じ場合は継承技、覚醒前消費BPが多いもの、スタイルの技・術表記で下のものが優先される。SS ロベルト（アニマの導き次第だな）を例にすると、
| 技名               | 種別 | BP調整 | 消費BP |
| ------------------ | ---- | ------ | ------ |
| 癒しの息吹         | 回復 | ◇      | 4      |
| かまいたち         | 攻撃 | ◆◆     | 8      |
| 水晶のピラミッド   | 攻撃 | ◆◆◆    | 10     |
| 風と樹のうた(継承) | 補助 | ◆◇     | 8      |

というように継承・BP調整をした場合、補助・防御の使用有の場合の全力オートでの挙動は
| -              | 1ターン目            | 2ターン目   | 3ターン目   | 4ターン目       |
| -------------- | -------------------- | ----------- | ----------- | --------------- |
| ターン始BP     | 10                   | 3(0+3)      | 6(3+3)      | 9(6+3)          |
| 使用する技(BP) | 水晶のピラミッド(10) | 通常攻撃(0) | 通常攻撃(0) | 風と樹のうた(8) |
| ターン末BP     | 0(10-10)             | 3           | 6           | 1(9-8)          |

となる。1ターン目はBP10あるために「水晶のピラミッド」を使用するが、2ターン目はいずれもBPが足りないため通常攻撃、3ターン目も回復対象がいなければ「回復」は使用しないので通常攻撃、4ターン目にBP8を超えるので「風と樹のうた」を使用する。「かまいたち」は同じBPの継承技「風と樹のうた」が優先されるため使用しないが、補助・防御の使用無の場合は4ターン目に「かまいたち」が使用される。回復の「癒しの息吹」は、使用可能なBPがあるターン開始時に回復が必要な仲間がいた場合に優先して使用される。

#### 自動再戦と記憶再戦
2021年11月27日のアップデートで「自動再戦」の機能が追加された。自動再戦ではデイリー自動再戦回数まで自動的に「再戦」を繰り返すことが可能。デイリー自動再戦回数は実装当初は50回であったが、フリークエストモードの導入と同時に導入された「冒険者Rank」に応じて回数が増加する方式となっており、自動再戦回数を超えても専用の「自動再戦チケット」も使用して再戦することが可能。
2023年12月1日のアップデートで「記憶再戦」の機能が追加された。自動的に戦闘を繰り返す点は通常の自動再戦と同じだが、記憶再戦では最初にクエストのクリア時間を計測し、全く同じ戦闘内容・時間をバックグラウンドで周回させるというシステム。記憶再戦中に他のクエストに挑戦することも可能だが、既にクリアしたクエストでは報酬の獲得・キャラクターの成長が発生しない。

## クエスト

### イベント
期間限定
期間限定で開催されるイベントが追加される項目。
常設
雲海の雷窟
2024年12月17日のアップデートで実装。シリーズごとにキャラクターのステータスを強化する「昇能石」を強化することを目的としたクエスト。
大聖石の洞窟
2024年9月2日のアップデートで実装。「大聖石」を強化するために必要な素材収集を目的としたクエスト。
フリークエスト
2023年6月1日のアップデートで実装。各記録内には約25個のステージが存在し、各ステージを周回してステージLvが10に達すると次のステージがランダムで解放される。その他にも、ステージLvが上昇するごとに様々なアイテムが報酬として入手可能。各ステージは複数のクエストで構成されており、次のクエストに進むためには特定の「行動回数○回以内」などのチャレンジ要素や、特定のキャラクターを編成してクリアするといった謎解き要素も存在する。周回によって「探索ポイント」を集め、探索ポイントを使用して宝箱を開けることができる。2024年9月2日のアップデートで定期的な追加は終了し、以降は不定期で追加される予定となっている。
| 実装日         | 名称           | イベントステージ | 備考                                     |
| -------------- | -------------- | --- | ---------------------------------------- |
| 2023年06月01日 | 若月の記録     | - 再生の絆 ZERO 前編 - 再生の絆 ZERO 後編 - 4.5周年記念 超感謝祭                                                                                    |                                          |
| 7月03日        | 堅兜の記録     | - 打倒! 野望に燃えるアシュラ - 力戦奮闘! 神々との激突 - 脅威検出! ウィルス駆除大作戦                                                                |                                          |
| 8月01日        | 常夏の記録     | - 常夏の探索応援祭 - 花火職人は何処いった?! 夜空に咲かせ大輪の花 - 背筋が凍る度胸試し! 墓所に潜みし魔の気配                                         |                                          |
| 9月01日        | 烈士の記録     | - 聖王の記憶 -魔王殿の戦い- - 目覚めし神と氷牢の塔                                                                                                  |                                          |
| 10月02日       | 美景の記録     | - 美景の探索応援祭 - 奪還平和な海! 海の旨味を求めし者 - 仮装で参加! バトルオアトリート! - 美景の特別練武道場                                        | 第5回 佐賀県とのコラボの一環             |
| 11月01日       | 星友の記録     | - 星友の探索大応援祭 - ロビン(?)の挑戦状 - 5周年前夜祭記念ボックス                                                                                  |                                          |
| 12月01日       | 伝承の記録     | - 5周年記念! カウントダウンクエスト - 冒険はどこまでも! ロマンシングアワード - 祝宴の飾り付け大作戦                                                 | 制圧戦「打倒! 七英雄～皇帝出陣～」と連動 |
| 12月31日       | 昇龍の記録     | - 昇龍の新春祝賀祭 - 集めて錬成! ドラゴントレジャー! - 昇龍の練武道場 - 発掘! 鉱山に眠るお宝を求めて                                                |                                          |
| 2024年02月01日 | 争覇の記録     | - 爆走! ドラゴンカップ - あなたはどちら派? ビター・オア・スウィート! - SaGa THE STAGE 再生の絆 追想 イゴマール                                      |                                          |
| 3月01日        | 絆の記録       | - 舞台 再生の絆 -リアルクィーン- - 舞台 再生の絆 -???- - 舞台 再生の絆 -リアルクィーン・ジョー- - どこまでいける? ステップアップスコアチャレンジ    | 舞台『SaGa THE STAGE～再生の絆～』と連動 |
| 4月01日        | 黎明の記録     | - 不気味な影と響く不協和音 - エメラルドビヨンド～翠の波動を超えて～ - 危険な園芸部! アヤしい植物にご用心 - サガ エメラルド ビヨンド発売記念クエスト |                                          |
| 5月01日        | 翠の記録       | - 翠の探索超ステップアップ祭 - 翠の鍛錬道場 - もっともっと! お宝探しでザックザク                                                                    |                                          |
| 5月31日        | 宿命の記録     | - 5.5周年記念! カウントダウンクエスト | 制圧戦「打倒! 四魔貴族」と連動           |
| 7月01日        | バカンスの記録 | - 夏のきらめき! ロマンシングバカンス2024 - 奪還! 浜辺のキラキラ追走劇 - 陽炎の鍛錬道場                                                              |                                          |
| 8月01日        | 花火の記録     | - 祭りだ! 宵の騒ぎに酔いしれて - 潜入! 黒鉄の秘密基地 - 悪霊退散! 墓地に巣食う怨念の影                                                              |                                          |
やりこみ
練磨の遺跡
2025年3月19日のアップデートで実装。SSS装備品のさらなる強化に必要な「練磨石」の収集を目的としたクエスト。
闘者の関門
2024年10月1日のアップデートで実装。「関門武器」の強化を目的としたクエスト。
| 実装日         | ボス           | 武器                       | 備考 |
| -------------- | -------------- | -------------------------- | ---- |
| 2024年10月01日 | ロックブーケ   | 宝剣マドゥルガータ(剣)     |      |
| 11月01日       | ビューネイ     | 大破槌デモリッシャー(棍棒) |      |
| 12月01日       | せいりゅう     | 大竜槍アラドヴァル(槍)     |      |
| 2025年01月01日 | アディリス     | 天覇剣ロンペシエル(小剣)   |      |
| 1月30日        | デス           | 冥斧ヴォーロス(斧)         |      |
| 2月28日        | ブラッククロス | 黒壊銃ブラスターX(銃)      |      |
| 4月01日        | 死せる賢者     | 破壊剣エンドブレイク(大剣) |      |
| 5月29日        | バルテルミー   | 道化弓ザ・フール(弓)       |      |
スコアバトル道場
パーティの最高ダメージを確認できる。

### チャンレンジモード
追憶の幻闘場
常設。2021年11月27日に実装。武器種ごとの限定パーティで挑む高難易度コンテンツで、クリア報酬によって追憶武器を生成・強化することが目的となる。2024年2月1日に上位難易度の「ハード」が追加され「幻闘の宝石」によって追憶武器の超進化が可能となり、2025年3月1日に「幻闘の煌玉」によってさらなる強化が可能となった。各ダンジョンごとにクリアが有利となる何がしかのギミックなどが用意されており、難易度はノーマルが30段階、ハードが5段階。
ノーマル
| 実装日         | 名称               | 有効な技術など         | 備考                   |
| -------------- | ------------------ | ---------------------- | ---------------------- |
| 2021年11月27日 | クジンシー         | スタン                 |                        |
| 2021年11月27日 | リアルクィーン     | マヒ                   |                        |
| 2022年04月04日 | デスマスター       | 横一列攻撃             |                        |
| 8月01日        | ドマファ           | 混乱・魅了             |                        |
| 8月01日        | ワイバーン         | OD連携                 |                        |
| 11月02日       | 大野盗             | 毒                     |                        |
| 2023年02月01日 | シグフレイ         | 気絶                   | 25段階の難易度が初実装 |
| 7月03日        | 金獅子姫           | 複数回数攻撃           |                        |
| 9月01日        | ヴァンパイアレディ | ステータス上昇への対策 | 30段階の難易度が初実装 |
ハード（幻闘の宝石）
| 実装日         | 名称             | 有効な技術など | 備考                     |
| -------------- | ---------------- | -------------- | ------------------------ |
| 2024年02月01日 | メガリスドラゴン | カウンター     | 難易度「ハード」の初実装 |
| 4月01日        | 道を塞ぐ者       | スタン         |                          |
| 5月01日        | カエル戦士       | 横一列攻撃     |                          |
| 7月01日        | ブッチャー       | 魅了           |                          |
| 9月02日        | ビーナス         | ディレイ行動   |                          |
| 11月01日       | アラケス         | 体力デバフ     |                          |
| 2025年01月01日 | ロアリングナイト | 高火力         |                          |
ハード（幻闘の煌玉）
| 実装日         | 名称       | 有効な技術など | 備考 |
| -------------- | ---------- | -------------- | ---- |
| 2025年03月01日 | イクストル | OD攻撃         |      |
| 6月01日        | 鋼鉄兵     | 全体攻撃       |      |
螺旋回廊
2025年6月20日時点で450層まで公開されている。クリア報酬のガチャチケットでのみ回せるガチャが常設されており、このガチャでしか排出されないスタイルも存在する。毎月20日にクリア報酬の再取得が可能で、初期は同時に前月のクリア済み階層から5階層戻ってリセットされていたが、2021年12月よりクリア済み階層の巻き戻りは廃止された。
挑戦の井戸
2024年2月1日に追加。以前開催されていた「最果ての決戦島」の後続となるコンテンツで、週替わりで更新される敵に挑戦して達成スコアに応じた報酬が得られる。攻撃属性によるダメージアップ、特定ターンに追加効果が発動するなどの「挑戦の掟」が設定される。他プレイヤーとスコアを競うランキング機能も実装されているが、ランキング機能を利用するかどうかは任意。
討伐
強いボスの討伐を目的としたクエスト。うち特別なギミックの設けられた戦闘を最初に挙げる。名称に「死闘」が付くクエストは「高難易度クエスト」と銘打たれたもので、複数のHPゲージを持つラウンド制バトルとなっている。
見捨てられた地の大連戦-バートランド-
2021年3月17日に「見捨てられた地の大連戦-呪われし者-」、同3月25日に「見捨てられた地の大連戦-バートランド-」が期間限定で開催（4月15日まで）されたあと、4月28日に「見捨てられた地の大連戦-バートランド-」は常設化された。
激闘! 将魔との戦い、宿命の死闘-エッグとの戦い-
2022年4月1日から4月25日まで期間限定開催されたあと、2022年6月22日から常設化。原作『サガフロ2』でのエッグとの最終決戦イベントを再現したもので、原作どおり6種類の将魔を倒すことで弱体化したエッグと戦うことが可能になる。高難易度クエスト。
廻れ! 運命の回廊
2022年11月26日から2023年1月4日に期間限定で開催されたあと、1月23日にボス階層のみ常設化。
翠のチャレンジフェス
2024年5月10日実装。特別なギミックのボスに挑戦するクエスト。
蘇る脅威の記憶たち
2024年9月25日実装。サガシリーズ各作品のボスに挑戦するクエスト。
バトルオブサガ 35th
2024年12月19日実装。歴代サガシリーズの強敵39種に挑戦するクエスト。
以下は特記事項のないクエスト。最大20段階の難易度設定と、その上位難易度として一部に「チャレンジ」と「ロマンシング」が存在し、一部の「ロマンシング」はかつて後述する『ロマンシング大激戦』に移設されていたが、2023年6月1日のアップデートにともなうクエスト整理で現在の形に集約された。
| 実装日         | 名称 | 備考                                                           |
| -------------- | --- | -------------------------------------------------------------- |
| 2020年02月17日 | ビューネイとの戦い | メイン ポルカ編1章外伝「巨竜ドーラと魔龍公ビューネイ」と同日   |
| 3月15日        | ドラゴンルーラーとの戦い |                                                                |
| 4月21日        | シェラハとの戦い(2020) | 「聖塔ミルザ」と同日                                           |
| 7月13日        | オルロワージュとの戦い |                                                                |
| 8月21日        | 穢れし聖獣との戦い | メイン ポルカ編2章5話「穢れし聖獣と朱鳥の恩恵」と同日          |
| 10月05日       | ジュエルビーストとの戦い |                                                                |
| 10月29日       | フォルネウスとの戦い |                                                                |
| 2021年02月19日 | 模擬戦-グゥエイン- |                                                                |
| 3月23日        | バートランドとの戦い | メイン ポルカ編2章10話「星読頭シン・ドゥとアビスの息吹」と同日 |
| 4月25日        | ブラッククロスとの戦い |                                                                |
| 6月07日        | 模擬戦-イーヴリン- トゥ・クアイとの戦い(2021)                                                                                |                                                                |
| 10月02日       | 深淵の激戦-アラケス- 深淵の激戦-アウナス-                                                                                    |                                                                |
| 10月07日       | 深淵の激戦-フォルネウス- 深淵の激戦-ビューネイ-                                                                              |                                                                |
| 2022年04月10日 | メタルアルカイザーとの戦い                                                                                                   |                                                                |
| 5月24日        | 激闘! ジェノサイドハート | 6月15日まで期間限定開催、6月28日から常設化                     |
| 7月11日        | ディーバとの戦い |                                                                |
| 7月20日        | 星神たちとの戦い-ヴァッハ神・マリガン神-                                                                                     |                                                                |
| 9月02日        | ラグナ神との戦い |                                                                |
| 9月23日        | うばいとれ! ねんがんのブラックモンブラン                                                                                     | 佐賀県コラボ第3弾関連                                          |
| 10月17日       | 時の君との戦い |                                                                |
| 11月11日       | モウゼスの術士との戦い-ウンディーネ&ボルカノ-                                                                                |                                                                |
| 11月21日       | 巨竜たちとの戦い-グゥエイン&ドーラ-                                                                                          |                                                                |
| 2023年03月16日 | 激闘! 五神獣-イヴェリス- | メイン リアム編13話「生まれしものたち」と同日                  |
| 3月17日        | 激闘! 五神獣-メロトセロイ-                                                                                                   |                                                                |
| 3月18日        | 激闘! 五神獣-ハーディ- |                                                                |
| 3月19日        | 激闘! 五神獣-オルレット- |                                                                |
| 3月20日        | 激闘! 五神獣-ラゼム- |                                                                |
| 3月24日        | 歪界の死闘-異形の神- | メイン リアム編14話の「異形の神」との決戦 高難易度クエスト     |
| 7月03日        | おおごしょとの戦い |                                                                |
| 7月29日        | 緋の死闘-ファイアブリンガー-                                                                                                 | 高難易度クエスト                                               |
| 8月01日        | 水龍との戦い |                                                                |
| 8月24日        | ねずみの群れとの戦い |                                                                |
| 9月01日        | ガラテアとの戦い |                                                                |
| 9月14日        | クィーンとの戦い |                                                                |
| 10月02日       | 超巨大バルーン?! 最終防衛システムとの戦い                                                                                    | 第5回 佐賀県とのコラボの一環                                   |
| 11月01日       | サンディーヌとの戦い |                                                                |
| 11月09日       | ヤミーとの戦い |                                                                |
| 12月01日       | ディープワンとの戦い |                                                                |
| 12月11日       | 深淵の死闘-七英雄- | 高難易度クエスト                                               |
| 12月23日       | 夢想の死闘-弦魔- | 高難易度クエスト                                               |
| 12月31日       | 地竜との戦い |                                                                |
| 2024年01月28日 | シェラハとの戦い(2024) |                                                                |
| 2月01日        | ティェンルンとの戦い |                                                                |
| 2月27日        | 幻景の死闘-イゴマール- | 高難易度クエスト                                               |
| 3月01日        | トゥ・クアイとの戦い(2024)                                                                                                   |                                                                |
| 3月06日        | リアルクィーン・ヴェノムとの戦い                                                                                             |                                                                |
| 3月15日        | 強き者の死闘-???- | 高難易度クエスト                                               |
| 3月22日        | リアルクィーン・ジョーとの戦い                                                                                               |                                                                |
| 4月01日        | 炎の将魔との戦い |                                                                |
| 4月25日        | 冥府への誘い |                                                                |
| 6月26日        | アビスの死闘-破壊するもの-                                                                                                   | 高難易度クエスト                                               |
| 7月01日        | アビサルマローダとの戦い |                                                                |
| 7月25日        | 最後の皇帝ペギーとの戦い |                                                                |
| 8月16日        | カン=ケルゥとの戦い |                                                                |
| 8月28日        | 寒慄! アン・ルーとの戦い |                                                                |
| 10月09日       | ノエルとの戦い |                                                                |
| 11月01日       | フォルネウスとの戦い(2024)                                                                                                   |                                                                |
| 11月18日       | バルたんとの戦い |                                                                |
| 2025年01月24日 | 二匹の凶獣との戦い |                                                                |
| 2月21日        | 舞台 再生の絆 対決タームの女王-ラプタス- 舞台 再生の絆 対決タームの女王-ヴェノム- 舞台 再生の絆 対決タームの女王-カラミティ- |                                                                |
| 3月08日        | 花咲く樹精との戦い |                                                                |
| 4月18日        | 不思議の国のエッグとの戦い                                                                                                   |                                                                |
バトルヒストリア
2022年12月6日から2023年1月10日に期間限定で開催された後、2023年6月2日から常設化。通常のクエストとは完全に独立したコンテンツで、キャラクターの育成なども持ち込めない。スタート時にランダムで5人の戦士が与えられ、新たな戦士・パーティアビリティ・アイテムなどを獲得したり、モンスターと戦いながら最奥のボス討伐を目指すシステム。

### 定期的に開催されるシステム
制圧戦・総力戦
不定期開催。ダンジョンをクリアすることでポイントが蓄積し、一定以上溜まると次のステージに進める形式。一部は通常ステージで入手できるアイテムを消費して挑むレイド形式のボスが実装されており、またごく一部でスタミナを消費しないレイドボスも登場した。
これまでに開催された制圧戦・総力戦は以下のとおり。
| 実装日         | 名称                                          | 区分             | 備考                                   |
| -------------- | --------------------------------------------- | ---------------- | -------------------------------------- |
| 2019年12月11日 | 総力戦! 魔海侯フォルネウス                    | シングル、マルチ |                                        |
| 2020年03月09日 | みんなで討滅! ターム族                        | マルチ           |                                        |
| 4月27日        | 制圧いくばい! Romancing佐賀県                 | マルチ           | 第1回 佐賀県とのコラボイベント         |
| 9月08日        | 総力戦! かみのゲーム                          | マルチ           |                                        |
| 12月10日       | ロマンシング超感謝戦                          | シングル         |                                        |
| 2021年01月04日 | 迎春オールスター対抗制圧戦!                   | マルチ           |                                        |
| 2月25日        | アビス四魔貴族制圧戦                          | マルチ           |                                        |
| 6月10日        | 宿命の大決戦-死闘 イゴマール-                 | マルチ           |                                        |
| 6月17日        | 宿命の大決戦-異界決戦 イゴマール-             | マルチ           |                                        |
| 6月24日        | 宿命の大決戦-遥かなる戦いの果て-              | マルチ           |                                        |
| 7月28日        | みんなでいくばい! SaGa風呂制圧戦              | マルチ           | 第2回 佐賀県とのコラボイベント         |
| 9月03日        | サガ31周年記念 秘宝伝説制圧戦                 | マルチ           |                                        |
| 12月10日       | 七英雄襲来! 暗闇の制圧戦                      | シングル         |                                        |
| 12月21日       | 雪降る聖夜の制圧戦                            | マルチ           |                                        |
| 2022年02月24日 | SaGa the Music制圧戦                          | マルチ           |                                        |
| 6月06日        | ミンストレルソング-英雄たちの詩-              | シングル、マルチ |                                        |
| 9月09日        | 佐賀よかとこばい! Romancingツアー             | シングル、マルチ | 第3回 佐賀県とのコラボイベント         |
| 2023年01月11日 | 新春! 四天包囲の制圧戦                        | マルチ           |                                        |
| 2月22日        | リアム編第13話 制圧戦「生まれしものたち」     | マルチ           | メインリアム編第13話シナリオの先行実装 |
| 4月28日        | Romancing佐賀ゴールデンツアー-ふらっと1人旅-  | シングル         | 第4回 佐賀県とのコラボイベント         |
| 5月09日        | Romancing佐賀ゴールデンツアー-わいわい漫遊-   | マルチ           | 第4回 佐賀県とのコラボイベント         |
| 7月25日        | スカーレット グレイス-緋色の彗星-             | マルチ           |                                        |
| 9月20日        | 大冒険! 神秘のRomancing佐賀アイランド         | マルチ           | 第5回 佐賀県とのコラボイベント         |
| 12月01日       | 打倒! 七英雄～皇帝出陣～                      | マルチ           |                                        |
| 2024年05月31日 | 打倒! 四魔貴族                                | マルチ           |                                        |
| 6月13日        | 宿命の制圧戦 -アビスの果てに-                 | マルチ           |                                        |
| 11月08日       | 佐賀GBSaGa制圧戦                              | マルチ           | 第6回 佐賀県とのコラボイベント         |
| 2025年01月30日 | クラウド・レルム制圧戦                        | マルチ           |                                        |
| 5月29日        | クラウド・レルム制圧戦 -切り開け! 下層への道- | マルチ           |                                        |
| 6月11日        | クラウド・レルム制圧戦 -雲下に轟く四元の試練- | マルチ           |                                        |
-

### 廃止されたクエスト
裏道場
2019年3月27日実装。毎日異なるボスと戦う「死合」に挑戦する。クリア報酬で2種類の「裏道場の証」が入手でき、裏ステータス上昇に必要なアイテムと交換が可能。
R杯（ロビンはい）
トーナメント形式で、3人×3組（先鋒・中堅・大将）のパーティを編成して挑む。BPの扱いなど通常の戦闘とは異なる部分が多く、先に出撃した味方の技術を閃くといった特徴もある。クリア報酬で「ロビンメダル」が入手でき、様々なアイテムと交換が可能。
2019年6月26日に実装。当初は常設で毎週月曜日にリセットされていた。「最果ての決戦島」実装後は隔週で交互に開催され、2021年11月27日のアップデート以降休止となっていた。
最果ての決戦島
2020年7月13日に実装され、隔週で開催されていた。5人×3組でそれぞれで異なる「井戸」に挑戦し、合計スコアに応じて様々な報酬が入手可能。スコアは行動回数や被ダメージ量等に応じて増減する。各井戸で3段階の難易度が設定されている。
聖石の洞窟
2019年8月9日に実装され、当初は不定期開催されていた。武器・主防具・副防具に装備できる「聖石」を収集し、「聖石のかけら」を使用して育成するのが目的。クリア報酬で「きれいな石」が入手でき、様々なアイテムと交換が可能。挑戦には専用アイテムの「つるはし」が必要で、通常のつるはしを使用する「聖石の洞窟-聖石-」「聖石の洞窟-聖石のかけら-」、黄金のつるはしを使用して聖石・聖石のかけらの両方獲得できる「聖石の洞窟-黄金-」の3種類のダンジョンが存在する。
掘り出せ! 鉱山洞窟
イベント等のアイテム交換で入手可能な「鉱山洞窟の地図」を使用して挑む。S防具がドロップする他、入手できるアイテムでSS防具が交換可能。
ガルダウィング討伐
初心者向け討伐イベントで、難易度は4段階。クリア報酬で「鷹印の金塊」が入手でき、様々なアイテムと交換が可能。
最奥の密林調査
ミッションで1日に2枚配布される「調査チケット」を使用して挑戦する。クリア報酬で「卵のから」が入手でき、様々なアイテムと交換が可能。
ギュスターヴの剣
SS大剣「ギュスターヴの剣」を作成するイベント。2021年3月31日から4月20日まで期間限定開催されたあと、2022年3月30日から常設化。
彼方へ～失われた魔王記
メイン1部2章12話後編の裏で行動していた聖王視点の番外編。2021年10月2日に期間限定で開催（2021年10月24日まで）されたあと、2021年11月5日から常設化。
あの空をもう一度
2022年3月30日から4月25日まで期間限定開催されたあと、2022年6月22日から常設化。SSスタイルのリッチが入手可能。
INTRUDER
2022年5月24日から6月15日まで期間限定開催されたあと、2022年6月28日から常設化。Sスタイルのレオナルド(SF1)が入手可能。
塔&祠
祠
常設。サラの存在を忘れてしまった、かつての8つの星のメンバーの物語。2019年9月20日までに、サラ以外の7人のシナリオが実装済み。
塔
常設。塔に囚われた人物の記憶を巡るシナリオ。以下に列記する13個が実装済み。「聖塔ランスの娘～聖王～」（前編・後編）を除いて、該当するキャラクターのSスタイルが入手可能（「白銀の皇帝」以前は難易度Hard最後のクリア報酬、「ランスの娘」以降は交換所でピースを集めてスタイル召喚）。
| 実装日         | 名称                       | 備考 |
| -------------- | -------------------------- | --- |
| 2019年01月21日 | 魔塔ロックブーケ           | |
| 3月13日        | 聖塔コーデリア             | |
| 5月13日        | 聖塔ハリード               | |
| 6月09日        | 聖塔アセルス               | |
| 7月12日        | 聖塔コッペリア             | |
| 8月09日        | 聖塔ギュスターヴ           | |
| 9月10日        | 聖塔クローディア           | |
| 2020年04月21日 | 聖塔ミルザ                 | |
| 5月08日        | 聖塔白銀の皇帝             | 交換所追加 ドロップ「A ゴールデンバウム」                                                                |
| 6月01日        | 聖塔ランスの娘～聖王～前編 | 難易度UltraHard追加 期間限定交換所「S フェルディナント」 2020年11月24日に「2周年前夜祭」で難易度調整など |
| 6月10日        | 聖塔ランスの娘～聖王～後編 | 期間限定交換所「S パウルス」 2020年11月24日に「2周年前夜祭」で難易度調整など                             |
| 10月09日       | 聖塔ダーク                 | |
| 2021年03月10日 | 魔塔サルーイン             | |
魔物たっぷりの洞窟修練
常設。スタイルExpが多く入手できるダンジョン。基本1日2回まで。
ザクザク財宝洞窟
常設。オーラムが多く入手できるダンジョン。基本1日2回まで。
遺跡潜り
常設。武器・防具の強化に必要な素材がドロップするダンジョン。汎用の「三光石」は常時開催、特定の装備種別で用いる「斬光石」「鎧光石」などは曜日開催で、日曜日は全解放される。また「遺跡の鍵」を使用することで、曜日ごとの非開催遺跡を20分間解放できる。
ツヴァイクバトルフェス
定期開催（毎週金・土・日曜）。10ラウンド制の戦いが10回戦まで用意されている。クリア段階に応じて「ツヴァイクメダル」が入手でき、様々なアイテムと交換が可能。こちらもリセット日に1回戦巻き戻る方式だったが、2021年12月より撤廃された。
バルテルミーの秘密特訓
2019年11月30日に実装。「斬」「打」「突」「杖」の4つが存在し、それぞれの属性が弱点となったボスに挑む。クリアすることで「陣形メダル」が入手可能。
ロマンシング大激戦
オルロワージュ以降に実装された「○○との戦い」の難易度「Romancing」が移設されていた。Ver.3のクエスト整理にともなってクエストの構成が大幅に変更されたことで、ロマンシング大激戦に移設されていたクエストは元クエストに移動された。
普遍の記録
フリークエスト内に設置されていたもので、育成に特化したクエスト。
収集クエストの洞窟
オーラムやスタイル強化EXPが入手できるクエスト。
駆け出しの草原
パーティ強化に役立つ報酬が入手できるクエスト。
一撃連武道場
「一撃連武道場チケット」を消費して一気に育成できる。

## その他
ギルド
2020年3月27日実装。最大15人のギルドメンバー同士でスタンプをもちいた雑談等が可能。
芸術の都ファーゴ
2020年8月1日実装。ゲーム内のイベントやBGMの視聴などが可能。

## 舞台『SaGa THE STAGE〜再生の絆〜』
「ロマンシング サガ リ・ユニバース」の舞台化。2024年2月 - 3月に東京、大阪で公演された。

### ストーリー
世界から消えたジョーを探し、糸口を見つけたポルカ、リズ、バートのリン・ウッド家は未知の世界に旅立つのだった。

### キャスト
- ポルカ・リン・ウッド - 松田凌
- リズ・リン・ウッド - 高槻かなこ
- ジョセフィン・リン・ウッド / リアルクィーン・ジョー - 七瀬恋彩
- バートランド・リン・ウッド - 岸本勇太
- イーヴリン / リアルクィーン - 土屋アンナ
- バルテルミー - 三浦涼介
- ノエル - 佐藤アツヒロ
- ワグナス / ゼノン・アウスバッハ - 中村誠治郎
- スービエ / イゴマール - 平山佳延
- ロックブーケ - 宮崎あみさ
- ボクオーン - 川田祐
- ダンターグ - 阿見201
- クジンシー - 和合真一
- ヴァルドー - 園田玲欧奈
- ブラウニー - 大平峻也
- シン・ドゥ / オアイーブの父 - 石橋直也
- マドレーン - 伊澤彩織
- レオン - 新田健太
- ジェラール - 及川崇治
- ヘクター - 松藤拓也
- キャット - 片田ミチル
- 最終皇帝(女) - 御寺ゆき
- 詩人 - 野村知広
- シエロ(モール) - 原武昭彦
- ヴィクトール - 湯田昌次
- ターム - 久保田浩介
- ターム - 望月祐治
- ジン・ダーハオ - 岡本麻海
- ドルテ(魔女の娘) - 松野咲紀

### スタッフ
- 世界観監修・脚本原案：河津秋敏
- 脚本・演出：とちぼり木
- 音楽：伊藤賢治

## 宣伝動画
『『ロマンシング サガ リ・ユニバース』SaGa ばなし～ねんがんのプレゼンチャンスをてにいれたぞ！～』というWEB動画コンテンツが、2019年7月4日から7月25日にかけて全4回、配信開始された。
サガ愛にあふれる3組のタレントが、サガシリーズ最新作として本作を本気でプレゼンするという内容。出演者はペンギンズ、結、コンパス、他にMCが岸田メル、ゲストに中村誠治郎、藤田昌代、ハリード。

## 関連商品

### 書籍
- 『ロマンシング サガ リ・ユニバース 1st Anniversary 公式ビジュアルブック』ISBN 978-4757564916 / スクウェア・エニックス、2020年3月
- 『ロマンシング サガ リ・ユニバース 3rd Anniversary 公式ストーリー・ビジュアルアーカイブス ポルカ&ジョー編』ISBN 978-4757576599 / スクウェア・エニックス、2022年3月

### CD
- 『Romancing SaGa Re;univerSe Original Soundtrack』スクウェア・エニックス、2019年4月10日
- 『Romancing SaGa Re;univerSe Original Soundtrack vol.2』スクウェア・エニックス、2022年5月25日

### 漫画
スクウェア・エニックス提供するスマートフォン用アプリ「マンガUP!」において、漫画：雨後一陽、原作：とちぼり木、世界観監修：河津秋敏による漫画が2021年12月13日から連載されていた。ゲームのシナリオをコミカライズした内容を描く。
- とちぼり木（原作）・雨後一陽（漫画）・河津秋敏（世界観監修）『ロマンシング サガ リ・ユニバース』スクウェア・エニックス〈ガンガンコミックスUP！〉、全2巻
  1. 2022年6月7日発売[20][21]、ISBN 978-4-7575-7944-6
  2. 2024年2月7日発売[22]、ISBN 978-4-7575-9031-1